# 有吉ジャポンII ジロジロ有吉
『有吉ジャポンII ジロジロ有吉』（ありよしジャポンツー ジロジロありよし）は、TBSテレビ系列（一部地域を除く）で放送されている有吉弘行の冠番組である。番組の略称は「ありジャポ」→「ジロあり」。

## 概要
毎週日曜日の昼前に放送されている情報番組『サンデージャポン』（『サンジャポ』）の兄弟番組である。タイトルロゴや、オープニングや画面左上に出るライオンのマークは本家に酷似している（丸の中の「SJ」の部分が、当番組では平仮名の「あ」になっている）。有吉が情報番組のMCを務めるのは初めてとなる。2012年7月13日にパイロット版を放送した後、同年10月9日から火曜23:50 - 翌0:20の枠にてレギュラーを開始。セットは本家『サンジャポ』のセットを流用しているが、パンダのぬいぐるみやおもちゃが飾られ、ライオンのオブジェも白黒に塗られている。また、本家『サンジャポ』とは違い収録放送である。
テーマ曲は「スムーズ・クリミナル」（マイケル・ジャクソン）。同曲を含め、番組中のBGMに「アリヨシ！」というささやき声が随時挿入される。
「成り上がりジャポン」のテーマ曲は「FIRE feat. Zeebra」（DEXPISTOLS）。
「深夜ならではのディープで骨太な情報番組」を標榜。芸能界の噂話や「ナイトスポット」「ゲイバー」といった、深夜ならではの「下世話な話題」を「興味本位」で掘り下げ、有吉がひねた視点からコメントを加え、パネリストとトークを繰り広げる。収録であるため、危険な発言は音をかぶせて伏せられる。エンディングでは、本家同様に出演者が懺悔をする「今週のお詫び」がある。
「出没!アド街ック天国」「ドキュメント72時間」など他局のパロディ企画も多く、「トゥナイト」に至っては、本家のレポーター・山本晋也を同じくレポーターに起用している。
2013年1月12日放送分から、毎週土曜日 0:20 - 0:50（金曜日深夜）に枠移動となる。この移動により、『ハッピーエンド』が、当番組の放送枠になるため、一部放送局では、遅れネットまたは不定期放送となる。字幕放送は継続している。（金曜日の深夜バラエティ番組では初）
スピンオフ番組だが、『サンジャポ』未放送地域でも放送されている。『サンジャポ』では当番組のPRが放送されている。
2016年は、ほとんどの放送で行われる企画が「成り上がりジャポン」となり、従前の企画は不定期放送となっていた。以降「今週のお詫び」コーナーも不定期となっている。
2017年からは、以前のような企画が行われている。
2020年3月28日、『有吉ジャポン』としての放送を終了し、番組のリニューアルに伴う新タイトル・新セットが発表された。当初は4月24日から再スタートの予定で告知されたが、新型コロナウイルスによる撮影自粛の影響を受けで、番組再開が延期された。

### ジロジロ有吉
2020年7月3日『有吉ジャポンII ジロジロ有吉』に番組タイトルを変更、リニューアルスタート。「興味はあるが、はじめ方が分からない」流行中の趣味やアクティビティを、タレント（女性芸人が中心）が体験する。その様子をスタジオで有吉とゲストが見届け、茶々を入れる。
2021年3月をもって、番組開始から進行を務めてきた田中みな実が番組を卒業。後任は近藤夏子が務める。
2022年10月1日放送分にて『有吉ジャポン』時代から放送開始10周年。

## 出演者
★…『サンデージャポン』もレギュラー出演。
☆…『サンデージャポン』に出演したことがある。
MC
- 有吉弘行☆

進行
- 近藤夏子★（2021年4月3日 - ）- TBSアナウンサー。スポーツ取材等で収録欠席時は宇内梨沙（TBSアナウンサー）が代行（担当回は放送リストを参照）。

ナレーター
- 広中雅志★
- 太田真一郎★
- 山崎和佳奈★

過去の出演者
- 逸見太郎（2012年7月13日 - 2014年3月21日）☆
- 西川史子☆
- 太田光代（2012年 - 2020年3月）- 有吉ジャポンのみでのレギュラー出演。
- 田中みな実（番組開始 - 2021年3月27日）☆ - 番組開始当時はTBSアナウンサー。2014年10月にフリーアナウンサー転向後も引き続き進行を担当した。
- 鈴木正文（番組開始 - 2021年9月）- 「GQ JAPAN」編集長。有吉が「GQアワード」受賞したことが縁でレギュラー入り。

## 放送リスト

### 有吉ジャポン

#### 2012年
| 回数   | 放送日   | テーマ                                                                           | スタジオゲスト                                                            | 本日のお詫び                                |
| ------ | -------- | -------------------------------------------------------------------------------- | ------------------------------------------------------------------------- | ------------------------------------------- |
| SP     | 7月14日  | 「歌舞伎町の風俗は今…」「デブス」「ネオヒルズ族」                                | 蒼井凛 犬山紙子 おちまさと 菊地成孔 谷一歩 藤森慎吾（オリエンタルラジオ） | -                                           |
| 第1回  | 10月9日  | 「増殖する彼持ち人妻」                                                           | おちまさと 谷一歩 吉村崇（平成ノブシコブシ）                              | 今日も逸見さんの魅力を 引き出せませんでした |
| 第2回  | 10月16日 | 「セレブパーティーの裏側に潜入」                                                 | おちまさと 谷一歩 藤森慎吾（オリエンタルラジオ）                          | おちさんの別荘は6億円                       |
| 第3回  | 10月23日 | 「新宿二丁目のゲイバー事情」                                                     | エスムラルダ 堤下敦（インパルス） ベル                                    | エスムラルダがまじめ                        |
| 第4回  | 10月30日 | 「都内有数の歓楽街 池袋」                                                        | おちまさと 児嶋一哉（アンジャッシュ） 壇蜜                                | 児嶋と逸見の空回り                          |
| 第5回  | 11月6日  | 「モテる40代男性」                                                               | 武田修宏 壇蜜 バカリズム                                                  | バカリズムシュールなコメント無し            |
| 第6回  | 11月13日 | 「噂のスピリチュアル女子大生登場」                                               | おちまさと ダレノガレ明美 CHIE バカリズム                                 | 田中みな実の部屋は汚い                      |
| 第7回  | 11月20日 | 「魅惑の花園レズビアン」                                                         | 一ノ瀬文香 エスムラルダ 中村アン 吉村崇（平成ノブシコブシ）               | 吉村は本日で吉本をやめます                  |
| 第8回  | 11月27日 | 「史上最強のエロス神 壇蜜」                                                      | おちまさと 壇蜜 吉村崇（平成ノブシコブシ）                                | 藤森×田中みなみが本当にジャマ               |
| 第9回  | 12月4日  | 富裕層限定サービス「ブラックカード」「交際クラブ」                               | おちまさと 谷一歩 コトブキツカサ                                          | コトブキツカサ発言無し                      |
| 第10回 | 12月11日 | ｢有ジャポが追い続けてきた 新宿二丁目特集｣ 〜第3回・第7回の総集編と未公開シーン〜 | -                                                                         | -                                           |
| 第11回 | 12月18日 | 「ネオヒルズ族・与沢翼に密着」                                                   | -                                                                         | -                                           |

#### 2013年
| 回数   | 放送日   | テーマ                                                              | スタジオゲスト                                                                                    | 本日のお詫び                                                  |
| ------ | -------- | ------------------------------------------------------------------- | ------------------------------------------------------------------------------------------------- | ------------------------------------------------------------- |
| 第12回 | 1月12日  | 「怪しいウワサ話SP」                                                | 小玉ゆうい ベル 吉村崇（平成ノブシコブシ）                                                        | 吉村とくに理由は無いがダメ                                    |
| 第13回 | 1月19日  | 「夜の帝王座談会」                                                  | 入江慎也（カラテカ） おちまさと 壇蜜 若林正恭（オードリー）                                       | 若林が本番中に固くしてた                                      |
| 第14回 | 1月26日  | 「夜の帝王座談会」                                                  | 入江慎也（カラテカ） おちまさと 壇蜜 若林正恭（オードリー）                                       | 入江の情報がウスイ                                            |
| 第15回 | 2月2日   | 「有ジャポ的おもいっきり生電話」                                    | 一ノ瀬文香 壇蜜 ベル 若林正恭（オードリー）                                                       | ベルさんが「バカヤロー!!」さえ 言っていればいいと油断している |
| 第16回 | 2月9日   | 「壇蜜＆業界トップのお部屋公開SP」                                  | おちまさと 児嶋一哉（アンジャッシュ） 壇蜜                                                        | コジマのこと何かきにくわない                                  |
| 第17回 | 2月16日  | 「激安ナイトスポットを徹底検証」                                    | 白幡いちほ（少女ジャンプーズ） 吉村崇（平成ノブシコブシ）                                         | 西川さんがまだ本調子じゃない                                  |
| 第18回 | 2月23日  | 「怪しいウワサ話特集 第2弾」                                        | ムーミン 吉村崇（平成ノブシコブシ）                                                               | ムーミンがおもしろ過ぎて吉村がカスむ                          |
| 第19回 | 3月2日   | 「夜の就活現場」                                                    | おちまさと 壇蜜 若林正恭（オードリー）                                                            | 今日は特に無し                                                |
| 第20回 | 3月9日   | 「有ジャポ的おもいっきり生電話 第2弾」                              | 一ノ瀬文香 今井華 吉村崇（平成ノブシコブシ）                                                      | ショウヘイさんNO！ヒモ！！                                    |
| 第21回 | 3月23日  | 1時間SP 「厳選”怪しいウワサ”大特集」                                | おちまさと 小玉ゆうい 壇蜜 吉村崇（平成ノブシコブシ）                                             | 吉村 ヒゲガールへの出入り禁止！                               |
| 第22回 | 3月30日  | 「カリスマ”エロメン”一徹」                                          | 一ノ瀬文香 壇蜜 若林正恭（オードリー）                                                            | 若林のワキ毛の手入れが甘い 不快                               |
| 第23回 | 4月27日  | 「『春』は衣替えの季節！」                                          | 秋山竜次（ロバート） 今井華 壇蜜                                                                  | 秋山のT○○NGA                                                  |
| 第24回 | 5月4日   | 「東京温泉」                                                        | 児嶋一哉（アンジャッシュ） 小玉ゆうい 壇蜜                                                        | 児嶋のカバンから薬物が出ました（笑） ※もちろん冗談です        |
| 第25回 | 5月11日  | 「新人ゲイ モスキートの春〜60日間の記録〜」                         | アルコ&ピース ベル                                                                                | モスキートより緊張していたアルコ＆ピース                      |
| 第26回 | 5月18日  | 「銀座行ってみたらホントはこんなとこだった」                        | 小玉ゆうい 白坂亜紀 中川礼二（中川家）                                                            | 白坂ママの激安店への冷やかな目                                |
| 第27回 | 5月25日  | 「ネットで話題の人物たち」                                          | 友近 松本なつ子                                                                                   | 田中みな実の質問が厳しすぎ。                                  |
| 第28回 | 6月1日   | 1時間SP 「この春、人生が変わった！SP」                              | ヴァニラ 森下悠里 吉村崇（平成ノブシコブシ）                                                      | 森下がナチュラルというのはやはり無理が…                       |
| 第29回 | 6月8日   | 「怪しいウワサ話特集 第4弾」                                        | ベル 吉村崇（平成ノブシコブシ）                                                                   | 田中 伊井弥四郎で笑いすぎ                                     |
| 第30回 | 6月15日  | 「怪しいウワサ話特集 第4弾」                                        | ベル 吉村崇（平成ノブシコブシ）                                                                   | 鈴木さんが油断しすぎ                                          |
| 第31回 | 6月22日  | 「逸見太郎の銀座に泊まろう！」                                      | 松本なつ子 若林正恭（オードリー）                                                                 | 西川太田の迫力                                                |
| 第32回 | 6月29日  | 「モスキートの恋 〜大阪LOVER〜」                                    | -                                                                                                 | -                                                             |
| 第33回 | 7月13日  | 「ゲイカップルに密着」                                              | 吉村崇（平成ノブシコブシ） 一ノ瀬文香 中村アン                                                    | 吉村が鈴木さんをエロい目で見ている                            |
| 第34回 | 7月20日  | 「浮気をする人妻たち」                                              | 品川祐（品川庄司） 村本大輔（ウーマンラッシュアワー） 峰なゆか                                    | 村本の発言全て。                                              |
| 第35回 | 7月27日  | 「『本家・あの人は今』に出なさそうな”あの人”は今！！」              | 品川祐（品川庄司） 太田千晶                                                                       | 太田社長の326への本気！！                                     |
| 第36回 | 8月3日   | 「夏の風物詩”怪談”特集」                                            | 村本大輔（ウーマンラッシュアワー） 吉村崇（平成ノブシコブシ） 島田秀平 中村豪（やるせなす）       | いながわさんすみません                                        |
| 第37回 | 8月10日  | 「そっくり館キサラ」                                                | 吉村崇（平成ノブシコブシ） キンタロー。                                                           | 西川先生の桜田じゅんこがヒドイ                                |
| 第38回 | 8月31日  | 「有吉ジャポン in アメリカ パパラッチ追跡SP」                       | 吉村崇（平成ノブシコブシ） Nana（MAX） Mina（MAX） Lina（MAX）                                    | MAXは宣伝臭が強い                                             |
| 第39回 | 9月7日   | 「有吉ジャポン in アメリカ パパラッチ追跡SP」                       | 吉村崇（平成ノブシコブシ） Nana（MAX） Mina（MAX） Lina（MAX）                                    | スクープ写真がやっぱりヒドかった                              |
| 第40回 | 9月14日  | 「最新ナンパスポット」                                              | 澤部佑（ハライチ） 村本大輔（ウーマンラッシュアワー） 立花亜野芽                                  | 村本もヒドイが西川先生のボウシ                                |
| 第41回 | 9月28日  | 1時間SP 「『本家・あの人は今』に出なさそうな”あの人”は今！！第2弾」 | 吉村崇（平成ノブシコブシ） 村本大輔（ウーマンラッシュアワー） ジャイアント白田 DaiGo 藤井リナ 326 | 吉村、村本やっぱり1人で                                       |
| 第42回 | 10月26日 | 「モスキートラブストーリー」                                        | 吉村崇（平成ノブシコブシ） ベル 326                                                               | 吉村がふざけていた                                            |
| 第43回 | 11月2日  | 「渋谷のカリスマの”今”に迫る」                                      | 澤部佑（ハライチ） 速水健朗 まにゃ                                                                | さわべがゲーハー子をいやらしい目でみてます                    |
| 第44回 | 11月9日  | 「有吉ジャポンに出たい人大集合」                                    | 村本大輔（ウーマンラッシュアワー）                                                                | 全面的にお詫びします                                          |
| 第45回 | 11月16日 | 「大食い同窓会」 「326さんは本当に”オネエ”なのか？」                | 斉藤慎二（ジャングルポケット） 大石絵理 326                                                       | 325がはっきりしない                                           |
| 第46回 | 11月30日 | 「レンタル恋人」                                                    | 村本大輔（ウーマンラッシュアワー） 鈴木あや 園子温                                                | 太田社長がレンタルを本気で考えてそう                          |
| 第47回 | 12月7日  | 1時間SP 「『本家・あの人は今』に出なさそうな”あの人”は今！！第3弾」 | 博多大吉（博多華丸・大吉） 大石絵理 326                                                           | 同期の芸人達がスミマセン                                      |
| 第48回 | 12月14日 | 「歌舞伎町でショーをウリにした店」                                  | 尾形貴弘（パンサー） ヴァニラ 渋井哲也                                                            | 尾形が××してました                                            |
| 第49回 | 12月21日 | 「闘うクリスマスSP」（西島洋介・モスキート）                        | 博多大吉（博多華丸・大吉） 大石絵理 326                                                           | -                                                             |

#### 2014年
| 回数   | 放送日   | テーマ                                                      | スタジオゲスト                                                                                 | 本日のお詫び                     |
| ------ | -------- | ----------------------------------------------------------- | ---------------------------------------------------------------------------------------------- | -------------------------------- |
| 第50回 | 1月18日  | 「2014年ブレイク必至！？注目のご当地アイドルとは！？」      | 斉藤慎二（ジャングルポケット） 嗣永桃子（Berryz工房） 吉田豪                                   | サイトウがすみません             |
| 第51回 | 1月25日  | 「バーレスクTOKYO 開店までの100日間に完全密着」             | 村本大輔（ウーマンラッシュアワー） 矢部美穂                                                    | 出演者の大半が手料理が苦手       |
| 第52回 | 2月1日   | 「大人のオアシス スナックの楽しみ方完全伝授」               | 村本大輔（ウーマンラッシュアワー） 矢部美穂                                                    | 出演者の大半が手料理が苦手       |
| 第53回 | 2月8日   | 「伝説のゲイ"ベギラマU子"の引退までの1ヵ月間に完全密着」    | ナジャ・グランディーバ ベル 吉村崇（平成ノブシコブシ）                                         | 吉村が特に活躍無し               |
| 第54回 | 2月15日  | 「有ジャポ的ドキュメント73時間 ～歌舞伎町・日焼けサロン～」 | 澤部佑（ハライチ） 立花亜野芽                                                                  | 逸見さんチャンス逃す             |
| 第55回 | 2月22日  | 「西川史子セカンドシングル生活特集」                        | 斉藤慎二（ジャングルポケット） 佐野ひなこ 園子温                                               | 斉藤さんにチャンスをあげます！   |
| 第56回 | 3月8日   | 1時間SP 「歌舞伎町ホストクラブに体験入店」                  | 園子温 村本大輔（ウーマンラッシュアワー） 吉村崇（平成ノブシコブシ）                           | 山本かんとくキスが長い           |
| 第57回 | 3月22日  | 1時間SP 「春の出会いと別れ」                                | ちはる 326 吉村崇（平成ノブシコブシ）                                                          | 逸見さんさようなら               |
| 第58回 | 4月26日  | 「出没！（有）街っく天国・上野編」                          | 大石絵理 町田忍 吉村崇（平成ノブシコブシ）                                                     | 愛川さん吉村がすみません         |
| 第59回 | 5月3日   | 「山本晋也監督の夜のぶら有 夜の山手線途中下車の旅」         | 小峠英二（バイきんぐ） たかまつなな ナジャ・グランディーバ                                     | 小峠の黄色のカーディガン         |
| 第60回 | 5月10日  | 「遅咲きゲイの苦悩」                                        | ナジャ・グランディーバ 博多大吉（博多華丸・大吉） ベル                                         | ひげガールの給料                 |
| 第61回 | 5月17日  | 「親友さんいらっしゃ～い！」                                | 杉村太蔵 吉村崇（平成ノブシコブシ）                                                            | 全体的に。                       |
| 第62回 | 5月24日  | 「不倫大国？ニッポンの浮気妻たち」                          | ちはる 博多大吉（博多華丸・大吉）                                                              | 鈴木さんの話が難しすぎました。   |
| 第63回 | 5月31日  | 「キャバ嬢の朝ごはん」                                      | 斉藤慎二（ジャングルポケット） 茂出木浩司                                                      | 田中みな実がブスを受け入れない   |
| 第64回 | 6月7日   | 「ロン毛おじさんを探せ」                                    | 小峠英二（バイきんぐ） 長州力                                                                  | 小峠のニット。                   |
| 第65回 | 6月14日  | 「夜の蝶たちの昼の顔とは？」                                | 藤井リナ 吉村崇（平成ノブシコブシ）                                                            | 吉村さんおまかせします！！       |
| 第66回 | 6月21日  | 「74年生まれを大追跡！」                                    | 虻川美穂子（北陽） ふかわりょう                                                                | ふかわが意外と満足している       |
| 第67回 | 6月28日  | 「マイルドヤンキーを徹底調査」                              | 坪倉由幸（我が家） 326                                                                         | 坪倉の親父はハゲています         |
| 第68回 | 7月19日  | 「街の缶ビールおじさんを取材」                              | おのののか 博多大吉（博多華丸・大吉）                                                          | 反省なし                         |
| 第69回 | 7月26日  | 「ギャンブル飯」                                            | 澤部佑（ハライチ） 椿鬼奴                                                                      | 鬼奴のモツ嫌い                   |
| 第70回 | 8月2日   | 「ぶ・ら・有 心霊さんぽの旅」                               | 椎名ひかり 吉村崇（平成ノブシコブシ）                                                          | 吉村さん後はおまかせします！！   |
| 第71回 | 8月9日   | 「新人ゲイ・ミミズのその後に密着！」                        | ベル 吉村崇（平成ノブシコブシ）                                                                | 吉村が免許をとりました！         |
| 第72回 | 8月16日  | 「浅草芸人たちの生き様に密着！」                            | 東京ダイナマイト                                                                               | はたのぼる師匠の声が小さい       |
| 第73回 | 8月23日  | 1時間SP 「有ジャポ経済白書 気になる女のお給料大調査SP！」   | 滝沢カレン ナジャ・グランディーバ ふかわりょう                                                 | 滝沢さんが全く正統派じゃない！！ |
| 第74回 | 9月6日   | 「有ジャポ経済白書 汗水流して働くおばさま」                 | 秋山竜次（ロバート） 小峠英二（バイきんぐ）                                                    | 小峠がノーマル                   |
| 第75回 | 9月13日  | 「有ジャポ経済白書 追っかけのお給料」                       | 大渕愛子 326 吉村崇（平成ノブシコブシ）                                                        | 326の胸が大きくなってる          |
| 第76回 | 9月20日  | 「あなたの幸せは何ですか？と総勢300人にインタビュー」       | 大石参月 渡部建（アンジャッシュ）                                                              | 渡部さんの宣伝臭                 |
| 第77回 | 9月27日  | 「ワイプのリアクションだけを見て有吉の動向を徹底分析！」    | アルコ＆ピース                                                                                 | 田中さんの脇ばかり見てました     |
| 第78回 | 10月18日 | 「有ジャポ経済白書 月100万以上稼ぐスーパーおじさん」        | 堀田茜 吉村崇（平成ノブシコブシ）                                                              | 田中みな実なぜやめない！！       |
| 第79回 | 11月1日  | 「有ジャポ経済白書 出稼ぎおじさん」                         | 小泉梓 博多大吉（博多華丸・大吉）                                                              | もっと明るい番組に！！           |
| 第80回 | 11月8日  | 「男子禁制の女子寮に潜入取材！」                            | 倉持由香 橋本清                                                                                | おしり すみません！！            |
| 第81回 | 11月15日 | 「有ジャポ経済白書 女性フリーアナウンサーのお給料」         | 大住憲生 北川昌弘 友近                                                                         | 田中みな実 月給発表無し          |
| 第82回 | 11月22日 | 「有ジャポ経済白書 働くおばさまのお給料当てクイズ」         | 加藤シゲアキ 椿鬼奴 ベル                                                                       | ベルちゃん 前ばりしていません    |
| 第83回 | 11月29日 | 「ゲイの方のための恋活パーティーに潜入取材」                | 加藤シゲアキ ベル 吉村崇（平成ノブシコブシ）                                                   | 加藤くん レギュラーっぽい        |
| 第84回 | 12月6日  | 「やらみそ女性の実態を徹底調査」                            | 加藤シゲアキ 峰なゆか ふかわりょう                                                             | ふかわのヴァージン好き           |
| 第85回 | 12月20日 | 「ネオホスト」                                              | 橋本マナミ 吉村崇（平成ノブシコブシ）                                                          | 橋本さんニップレスをつけています |
| 第86回 | 12月28日 | 年末90分SP 「芸能界今年の“お騒がせ”清算させて頂きますSP」   | おのののか 加藤シゲアキ 塩村文夏 どぶろっく 日本エレキテル連合 博多大吉（博多華丸・大吉） ベル | -                                |

#### 2015年
| 回数    | 放送日   | テーマ                                           | スタジオゲスト | 本日のお詫び                     |
| ------- | -------- | ------------------------------------------------ | --- | -------------------------------- |
| 第87回  | 1月17日  | 「年末スペシャル延長戦」                         | おのののか 加藤シゲアキ 塩村文夏 どぶろっく 日本エレキテル連合 博多大吉（博多華丸・大吉） ベル                          | 太田社長の巨乳アピール           |
| 第88回  | 1月24日  | 「ぽっちゃり女子」                               | 斉藤慎二（ジャングルポケット） 大屋夏南                                                                                 | 西川さんがキレイだとほめすぎ。   |
| 第89回  | 1月31日  | 「北千住の魅力」                                 | 吉村崇（平成ノブシコブシ） 町田忍 東森美和                                                                              | 東森が、なぜ呼ばれたのか？       |
| 第90回  | 2月7日   | 「新人ゲイ、ミミズがキックボクシングに挑戦!」    | 吉村崇（平成ノブシコブシ） ベル                                                                                         | 吉村がひげガールにくわしい       |
| 第91回  | 2月14日  | 「鬼怒川秘宝殿 最後の1日に密着」                 | 綾部祐二（ピース） 村上賢司 峰なゆか                                                                                    | 綾部が西川先生をやりたすぎ       |
| 第92回  | 2月21日  | 「取り次ぎジャポン」                             | 品川祐（品川庄司） ダレノガレ明美                                                                                       | 品川さんが日本を代表する監督     |
| 第93回  | 2月28日  | 「取り次ぎジャポン」                             | 加藤シゲアキ 品川祐（品川庄司） ダレノガレ明美                                                                          | 全体的に生煮えでした             |
| 第94回  | 3月7日   | 「赤羽グルメ」                                   | 清野とおる 博多大吉（博多華丸・大吉） 松川佑依子                                                                        | テラスハウスをだれも観てない     |
| 第95回  | 3月14日  | 1時間SP 「激安先生たちの節約術」                 | 徳光正行 博多大吉（博多華丸・大吉） 山地まり                                                                            | -                                |
| 第96回  | 3月21日  | 「第6世代の芸人が大集合」                        | 厚切りジェイソン 吉村崇（平成ノブシコブシ） 【コーナーゲスト】 桐野安生 テゴネハンバーグ 武家の女 紺野ぶるま 支店・本店 | 太田社長の泥酔徘徊               |
| 第97回  | 3月28日  | 「北綾瀬を徹底リサーチ！」                       | 綾部祐二（ピース） 神咲りり 326                                                                                         | 綾部。特になし                   |
| 第98回  | 4月25日  | 「コスプレする大人たち」                         | 岩井勇気（ハライチ） カンニング竹山 椎名ひかり                                                                          | 竹山さん 普通のおじさん          |
| 第99回  | 5月2日   | 「バツイチ子持ちオネエのカミングアウト」         | ベル 吉村崇（平成ノブシコブシ）                                                                                         | 吉村さんに お任せします          |
| 第100回 | 5月9日   | 「夜の雑学SP」                                   | 長谷川忍（シソンヌ） 松川佑依子                                                                                         | 長谷川 なぞのきんちょう          |
| 第101回 | 5月16日  | 「女装子の世界」                                 | 斎藤司（トレンディエンジェル） 藤田ニコル                                                                               | 斎藤 元毛が無い                  |
| 第102回 | 5月23日  | 「激安先生に聞く節約術」                         | とにかく明るい安村 もえのあずき                                                                                         | 安村のお○んちんが出てました      |
| 第103回 | 5月30日  | 「いま人気再び!カセットテープ」                  | 狩野英孝 松崎順一 | 狩野のもうそう話                 |
| 第104回 | 6月6日   | 「ひげガールの母の日イベント」                   | ベル 吉村崇（平成ノブシコブシ）                                                                                         | 田中の『考えさせられますね』     |
| 第105回 | 6月13日  | 「鈴木-1グランプリ」 「会いに行ける芸人MAP」     | カンニング竹山 澤部佑（ハライチ） 【コーナーゲスト】 オテンキ SF世紀宇宙の子 おかゆ太郎                                 | 澤部が先輩芸人をバカにしてる     |
| 第106回 | 6月20日  | 「未公開SP」                                     | - | -                                |
| 第107回 | 6月27日  | 1時間SP 「最新ギャル事情」                       | 椎名ひかり 藤田ニコル 又吉直樹（ピース）                                                                                | つめ放題すみません               |
| 第108回 | 7月4日   | 「バツイチ子持ちオネエ 娘と再会」                | - | -                                |
| 第109回 | 7月18日  | 「大改造!ゲイ的ビフォーアフター！」              | 小沢一敬（スピードワゴン） 滝沢カレン                                                                                   | なんか小沢がすみません           |
| 第110回 | 7月25日  | 「美人すぎる外国人はなぜ日本へ?」                | 吉村崇（平成ノブシコブシ） 梨衣名                                                                                       | 吉村が間違った情報をすみません   |
| 第111回 | 8月1日   | 「夜の雑学SP」                                   | 小宮浩信（三四郎） とにかく明るい安村 谷澤杏奈                                                                          | -                                |
| 第112回 | 8月8日   | 「夜の雑学SP」                                   | 小宮浩信（三四郎） とにかく明るい安村 谷澤杏奈                                                                          | 芸人2人が気持ち悪かった。        |
| 第113回 | 8月15日  | 「夜の街で水着美女に会える」                     | 入江慎也（カラテカ） 小宮浩信（三四郎） 緑川静香                                                                        | ふりふりおまんぽ                 |
| 第114回 | 8月22日  | 「夏の由比ヶ浜」                                 | とにかく明るい安村 森崎まみ                                                                                             | 安村の○玉が出ていました          |
| 第115回 | 8月29日  | 「ブレイク寸前!? 紺野ぶるまに密着」              | - | -                                |
| 第116回 | 9月5日   | 「コミケを徹底取材」                             | 御伽ねこむ 吉村崇（平成ノブシコブシ）                                                                                   | 吉村がCM中にねこむさんにあやまる |
| 第117回 | 9月12日  | 「未現像の写真フィルム」                         | カンニング竹山 ルウト                                                                                                   | 竹山さんの嘘                     |
| 第118回 | 9月19日  | 「有じゃぽ熱大陸 パンク町田に完全密着」          | 井上裕介（NON STYLE） 滝沢カレン                                                                                        | パンクさんの交尾                 |
| 第119回 | 9月26日  | 「TVでは分からない野球場の楽しみ方」             | 小宮浩信（三四郎） 難波サキ 元木大介                                                                                    | 元木さんを呼んで失敗。           |
| 第120回 | 10月24日 | 「夜の心理学」                                   | たんぽぽ 西山茉希 |                                  |
| 第121回 | 10月31日 | 「夜の心理学」                                   | たんぽぽ 西山茉希 |                                  |
| 第122回 | 11月7日  | 「恰好良すぎる芸人図鑑」 「女性芸人 夜の座談会」 | コロコロチキチキペッパーズ 斎藤司（トレンディエンジェル）                                                               | 斎藤のSEX事情                    |
| 第123回 | 11月14日 | 「街ぶらの聖地・足立区」                         | 井戸田潤（スピードワゴン） スミス楓 増田剛己                                                                            | 40円ラーメン 体に良いです        |
| 第124回 | 11月21日 | 「はじめてのオネエの世界」                       | ベル 吉村崇（平成ノブシコブシ）                                                                                         | ひげガール以外の店を見つけよう   |
| 第125回 | 11月28日 | 「視聴者の依頼を全力調査」                       | 加藤シゲアキ 滝沢カレン 徳井健太（平成ノブシコブシ）                                                                    | 加藤くんの宣伝                   |
| 第126回 | 12月5日  | 「マイナー芸能事務所」                           | 斎藤司（トレンディエンジェル） 吉村崇（平成ノブシコブシ）                                                               | 太田社長の空気感                 |
| 第127回 | 12月12日 | 「有ジャポファミリーの絶品“激ウマ鍋”」           | 高橋ジョージ |                                  |
| 第128回 | 12月19日 | 「レア雑誌編集長のディープな世界」               | 高橋茂雄（サバンナ） 藤田ニコル                                                                                         | 木下さんの写真コーナー           |

#### 2016年
| 回数    | 放送日   | テーマ                                                                  | スタジオゲスト                                                               | 本日のお詫び                        |
| ------- | -------- | ----------------------------------------------------------------------- | ---------------------------------------------------------------------------- | ----------------------------------- |
| 第129回 | 1月16日  | 「視聴者の依頼を全力調査」                                              | 平成ノブシコブシ                                                             | 吉村がプレゼン きんちょうしてました |
| 第130回 | 1月23日  | 「成り上がりジャポン」                                                  | 赤迫重之 井戸実 大谷秀政 矢口真里 吉村崇（平成ノブシコブシ）                 |                                     |
| 第131回 | 1月30日  | 「成り上がりジャポン」                                                  | 赤迫重之 井戸実 大谷秀政 矢口真里 吉村崇（平成ノブシコブシ）                 |                                     |
| 第132回 | 2月6日   | 「成り上がりジャポン」 「視聴者の依頼を全力調査」                       | 木下実 橋本マナミ 平成ノブシコブシ 藤田ニコル                                |                                     |
| 第133回 | 2月13日  | 「成り上がりジャポン」 「オネエ・ミミズの帰郷に密着」                   | 木下実 橋本マナミ 吉村崇（平成ノブシコブシ）                                 |                                     |
| 第134回 | 2月20日  | 「成り上がりジャポン」                                                  | 赤迫重之 井戸実 大谷秀政 矢口真里 吉村崇（平成ノブシコブシ）                 |                                     |
| 第135回 | 2月27日  | 「成り上がりジャポン」 「視聴者の依頼を全力調査」                       | 橋本マナミ 吉村崇（平成ノブシコブシ）                                        |                                     |
| 第136回 | 3月5日   | 1時間SP 「成り上がりジャポンSP」                                        | 赤迫重之 井戸実 大谷秀政 矢口真里 吉村崇（平成ノブシコブシ）                 | 吉村さんの不明確なビジョン          |
| 第137回 | 3月12日  | 「成り上がりジャポン」                                                  | 井戸実 平成ノブシコブシ                                                      | 徳井がロケに行ってない              |
| 第138回 | 3月19日  | 「成り上がりジャポン最終選考」                                          | 井戸実 吉村崇（平成ノブシコブシ） 斎藤司（トレンディエンジェル）             |                                     |
| 第139回 | 3月26日  | 「成り上がりジャポン完結」                                              | 井戸実 赤迫重之 矢口真里 吉村崇（平成ノブシコブシ）                          |                                     |
| 第140回 | 4月2日   | 「成り上がりジャポン下流社会からの脱出」                                | 井戸実 矢口真里 吉村崇（平成ノブシコブシ） 川村エミコ（たんぽぽ）            |                                     |
| 第141回 | 4月16日  | 「成り上がりジャポンと夢を迫う若者崖っぷち中高年」                      | 井戸実 矢口真里 吉村崇（平成ノブシコブシ） 川村エミコ（たんぽぽ） 益若つばさ |                                     |
| 第142回 | 4月23日  | 「春のオネェニューススペシャル」                                        | 吉村崇（平成ノブシコブシ） ベル                                              |                                     |
| 第143回 | 4月30日  | 「若きフリースタイルマジシャンがスマホを使った最近マジックを披露」      | メイプル超合金                                                               |                                     |
| 第144回 | 5月7日   | 「成り上がりジャポン」                                                  | 吉村崇（平成ノブシコブシ） 藤田ニコル                                        |                                     |
| 第145回 | 5月14日  | 「アナタも恋をしてみませんか?」                                         | 矢口真里 杉村太蔵 カズレーザー（メイプル超合金）                             |                                     |
| 第146回 | 5月21日  | 「成り上がりジャポン女子ラーメン編」                                    | 井戸実 赤迫重之 大谷秀政 森本聡子 小峠英二（バイきんぐ） 紗蘭                |                                     |
| 第147回 | 5月28日  | 「自販機うどんの世界」                                                  | 徳井健太（平成ノブシコブシ） 藤田ニコル                                      |                                     |
| 第148回 | 6月4日   | 「成り上がりジャポン女子ラーメン編」                                    | 井戸実 吉村崇（平成ノブシコブシ） 若槻千夏                                   |                                     |
| 第149回 | 6月11日  | 「ぶちゃドルゆみーると成り上がりジャポン」                              | 吉田豪 吉村崇（平成ノブシコブシ） 矢口真里 横澤夏子                          |                                     |
| 第150回 | 7月2日   | 「成り上がりジャポン女子ラーメン編完結」                                | 赤迫重之 井戸実 矢口真里 吉村崇（平成ノブシコブシ） 紗蘭                     |                                     |
| 第151回 | 7月9日   | 「成り上がりジャポン第3弾」                                             | 赤迫重之 井戸実 大谷秀政 岡田結実 斎藤司（トレンディエンジェル） 若槻千夏    |                                     |
| 第152回 | 7月16日  | 「成り上がりジャポン夜カフェ編」                                        | 赤迫重之 井戸実 大谷秀政 岡田結実 斎藤司（トレンディエンジェル） 若槻千夏    |                                     |
| 第153回 | 7月23日  | 「ガンクロギャルが英会話に挑戦」                                        | 小峠英二（バイきんぐ） 平沼ファナ 横澤夏子                                   |                                     |
| 第154回 | 7月30日  | 「成り上がりジャポン夜カフェ編」                                        | 井上裕介（NONSTYLE） 鈴木奈々 大谷秀政                                       |                                     |
| 第155回 | 8月6日   | 「体重100Kgひげガール新人オネェのタイエットに完全密着」                 | ゆめみすぎこ 吉村崇（平成ノブシコブシ）                                      |                                     |
| 第156回 | 8月13日  | 「成り上がりジャポン夜カフェ・サバイバルステージ編」                    | 斉藤アリス 吉村崇（平成ノブシコブシ） 大谷秀政                               |                                     |
| 第157回 | 8月20日  | 「夏のリア充お悩み大調査」                                              | ハライチ                                                                     |                                     |
| 第158回 | 8月27日  | 「成り上がりジャポン夜カフェ編」                                        | 岡田結実 吉村崇（平成ノブシコブシ） 大谷秀政                                 |                                     |
| 第159回 | 9月3日   | 「全国に1万5000人以上いるといわれる雑誌編集長のディーブな世界を大紹介」 | 秋山竜次（ロバート） 滝沢カレン 不動まゆう 牧奈央子 柳知進 吉野かぁこ        |                                     |
| 第160回 | 9月10日  | 「好評企画ひげガール伝説のゲイ・ベキラマ人生最大の決意」                | ベル 吉村崇（平成ノブシコブシ） 小峠英二（バイきんぐ）                       |                                     |
| 第161回 | 9月17日  | 「成り上がりジャポン夜カフェ編最終選考」                                | 吉村崇（平成ノブシコブシ） 若槻千夏 井戸実 赤迫重之 大谷秀政                 |                                     |
| 第162回 | 9月24日  | 「歌舞伎町NO.1ニューハーフ・ベルの性別適合手術に密着」                  | 吉村崇（平成ノブシコブシ） ベル                                              |                                     |
| 第163回 | 10月15日 | 「GLITTER☆のエースぶちゃドルゆみーるに密着」                            | トレンディエンジェル 藤田ニコル                                              |                                     |
| 第164回 | 10月22日 | 「超ブレイク芸人カズレーザーの怪しい噂大検証」                          | カズレーザー（メイプル超合金） けーしゃん                                    |                                     |
| 第165回 | 10月29日 | 「人生が激変したモテ芸人の華麗なるセレブ生活に密着」                    | 井上裕介（NONSTYLE） 斎藤司（トレンディエンジェル）                          |                                     |
| 第166回 | 11月5日  | 「社長のどん底飯」                                                      | 橋本マナミ 平野ノラ                                                          |                                     |
| 第167回 | 11月12日 | 「貧婚さん大集合お金がなくて幸せに暮らす秘訣」&「成り上がりジャポン」   | 鈴木奈々 小宮浩信（三四郎） 赤迫重之                                         |                                     |
| 第168回 | 11月19日 | 「秋のオネェニューススペシャル」                                        | エスムラルダ ベル 吉村崇（平成ノブシコブシ）                                 |                                     |
| 第169回 | 11月26日 | 「ピース綾部はなぜNYへ」                                                | 綾部祐二（ピース） 大石絵理 吉村崇（平成ノブシコブシ）                       |                                     |
| 第170回 | 12月3日  | 「社長のどん底飯第2弾」                                                 | 紅蘭 小峠英二（バイきんぐ）                                                  |                                     |
| 第171回 | 12月10日 | 「町中華を特集」                                                        | 下関マグロ 高橋茂雄（サバンナ） 藤田ニコル                                   |                                     |
| 第172回 | 12月17日 | 「成り上がりジャポン脱落者は今?」                                       | 吉村崇（平成ノブシコブシ）                                                   |                                     |

#### 2017年
| 回数    | 放送日   | テーマ                                                                                                   | スタジオゲスト | 本日のお詫び |
| ------- | -------- | --- | --- | ------------ |
| 第173回 | 1月14日  | 「究極の町中華を探せ第2弾」                                                                              | 小宮山雄飛（ホフディラン） 高橋茂雄（サバンナ） ほのか |              |
| 第174回 | 1月21日  | 「思い出のどん底飯猪瀬直樹編」                                                                           | アンミカ カミナリ 伊達みきお（サンドウィッチマン） |              |
| 第175回 | 1月28日  | 「極貧オネェひげガール新人オネェの葛藤」                                                                 | 吉村崇（平成ノブシコブシ） ベル |              |
| 第176回 | 2月4日   | 「多くのもつ煮の名店が集まる京浜急行電鉄沿線を大特集」                                                   | 小峠英二（バイきんぐ） ブルゾンちえみ witnB |              |
| 第177回 | 2月11日  | 「ひっそりと人気になっているカレーを特集」                                                               | 秋山竜次（ロバート） 小宮山雄飛（ホフディラン） |              |
| 第178回 | 2月18日  | 「サラリーマンだけでなく老若男女誰からも愛される絶品パスタを大紹介」                                     | アンミカ 伊達みきお（サンドウィッチマン） トミタ栞 |              |
| 第179回 | 2月26日  | 「絶対に行きたくなる!東京都北区おでんタウン特集」                                                        | メイプル超合金 フィフィ |              |
| 第180回 | 3月4日   | 「有吉がテンションMAXになった最高意識低い系グルメ」                                                      | |              |
| 第181回 | 3月11日  | 「町中華激戦区特集」                                                                                     | 泉里香 サンシャイン池崎 高橋茂雄（サバンナ） |              |
| 第182回 | 3月18日  | 「日本一敷居の低い文字賞､5分で読める「ながら本」大賞」                                                   | 宇多丸（RHYMESTER） 岩井勇気（ハライチ） エスムラルダ |              |
| 第183回 | 3月25日  | 「若い女性に大人気!サウナ特集」                                                                          | 小峠英二（バイきんぐ） アンミカ |              |
| 第184回 | 4月15日  | 「究極の町中華を探せ」                                                                                   | 高橋茂雄（サバンナ） ゆりやんレトリィバァ |              |
| 第185回 | 4月22日  | 「お酒が苦手な下戸の人でも楽しめる居酒屋メシを大特集」                                                   | 伊達みきお（サンドウィッチマン） みくぴ |              |
| 第186回 | 4月29日  | 「おじさんたちの桃源郷天国酒場大特集」                                                                   | 小倉優子 小峠英二（バイきんぐ） |              |
| 第187回 | 5月6日   | 「春のオネェニューススペシャル」                                                                         | ベル ほのか 吉村崇（平成ノブシコブシ） |              |
| 第188回 | 5月13日  | 「町中華2大最強丼対決」                                                                                  | 石出奈々子 ノブ（千鳥） |              |
| 第189回 | 5月20日  | 「コロッケそば特集」                                                                                     | 江上敬子（ニッチェ） 関太（タイムマシーン3号） |              |
| 第190回 | 5月27日  | 「サボリーマン&サボリー女ための秘サボリ術」                                                              | 岡田圭右（ますだおかだ） ゆりやんレトリィバァ |              |
| 第191回 | 6月3日   | 「下戸の居酒屋メシを大紹介」                                                                             | 尼神インター 小峠英二（バイきんぐ） |              |
| 第192回 | 6月10日  | 「究極の町中華を探せ第6弾」                                                                              | 秋山竜次（ロバート） 池田美優 |              |
| 第193回 | 6月17日  | 「ほろ酔い美女たちの本音トーク&カズレーザーが選ぶ本当に面白い芸人さんたちを紹介」                        | カズレーザー（メイプル超合金） 葉加瀬マイ |              |
| 第194回 | 6月24日  | 「尼神インター×ゆりやんがオシャレ女子会開催」                                                            | 安藤なつ（メイプル超合金） 黒沢かずこ（森三中） |              |
| 第195回 | 7月1日   | 「第3回鈴木-1グランプリ」                                                                                | ロバート 【ネタゲスト】 フースーヤ ガンバレルーヤ やさしい雨 きょどり親方 ペコリーノ                                                                                |              |
| 第196回 | 7月8日   | 「今、六本木で一番熱いお店!ゴージャス&超セクシーなお店の裏側へテレビ初潜入」                             | 小宮浩信（三四郎） 葉加瀬マイ 吉村崇（平成ノブシコブシ） |              |
| 第197回 | 7月15日  | 「大ブレイク中 滝沢カレンさんがクセが強すぎるレポートで話題のスポットを調査する大好評企画第5弾」         | 小峠英二（バイきんぐ） 吉村崇（平成ノブシコブシ） |              |
| 第198回 | 7月22日  | 「今、女性が2時間待ちの大行列!!日本最上級の大宮「相席ラウンド」を潜入取材」                              | 岡田紗佳 千鳥 |              |
| 第199回 | 7月29日  | 「貧乏アイドル上京物語!アイドルの聖地秋葉原でグラビアアイドルたちが水着で接客する店に潜入取材!」         | 誠子（尼神インター） 吉村崇（平成ノブシコブシ） |              |
| 第200回 | 8月17日  | ゴールデンSP「芸能人のお金の秘密を勝手に大調査!驚きの使い道&別の顔大公開SP」                             | 堀江貴文 松田公太 青山テルマ アンミカ 池田美優 伊藤かずえ 小柳ルミ子 杉村太蔵 武井壮 藤井サチ 舛添要一 吉村崇（平成ノブシコブシ） 若槻千夏                          |              |
| 第201回 | 8月26日  | 「なぜか女性客が急増しているというストリップ劇場の魅力に迫る」                                           | ナイツ 藤田ニコル |              |
| 第202回 | 9月2日   | 「今、若い女性が出展者が急増中!夏のコミックマーケットの秘密に迫る」                                      | 佐藤エリ たかし（トレンディエンジェル） 高橋茂雄（サバンナ） |              |
| 第203回 | 9月9日   | 「夏のおネェニューススペシャル」                                                                         | 藤田ニコル ベル 吉村崇（平成ノブシコブシ） |              |
| 第204回 | 9月16日  | 「有り金すべて洋服に!原宿オシャレ中毒者を大調査」                                                        | 池田美優 浪花ほのか レイザーラモンRG |              |
| 第205回 | 9月23日  | 「忙しくて時間がなくても近場で楽しめる激アツ夜の行楽スポットを紹介!                                      | 岡田紗佳 小宮浩信（三四郎） 千鳥 葉加瀬マイ 藤田ニコル ベル 吉村崇（平成ノブシコブシ）                                                                              |              |
| 第206回 | 9月30日  | 「野良ラッパーを大調査」                                                                                 | 中岡創一（ロッチ） バッドナイス |              |
| 第207回 | 10月7日  | 「今、女子中高生がハマリまくっている原宿オルチャンって何」                                               | いかちゃん 井上裕介（NONSTYLE） |              |
| 第208回 | 10月14日 | 「街で話題の#ハッシュタグを緊急大調査」                                                                  | トレンディエンジェル 若槻千夏 |              |
| 第209回 | 10月21日 | 「夜の六本木や西麻布などで遊ぶ港区女子の間で密かに話題となっている「ギャラ飲み」その衝撃実態を潜入調査」 | 鈴木奈々 吉村崇（平成ノブシコブシ） |              |
| 第210回 | 10月28日 | 「急増!体を鍛える女子バルギー女子!驚愕同棲生活に潜入」                                                   | 安藤なつ（メイプル超合金） 小峠英二（バイきんぐ） ダレノガレ明美 |              |
| 第211回 | 11月4日  | 「緑に黄謎のカラフル肌ギャルvsガンクロ」                                                                 | 小森純 鈴木奈々 ノブ（千鳥） |              |
| 第212回 | 11月11日 | 「藤田ニコルの引っ越したばかり新居に潜入」                                                               | 岩尾望（フットボールアワー） 藤田ニコル 時人 なのっくす。 |              |
| 第213回 | 11月18日 | 「第2のにゃんこスター発掘!芸人カップル?コンビ」                                                          | 池田美優 中岡創ー（ロッチ） 平子祐希（アルコ&ピース） 【コーナーゲスト】 田島直弥（アイデンティティ） けんじる サツマカワRPG 世間知らズ ペコリーノ まんぷくフーフー |              |
| 第214回 | 11月25日 | 「空前絶後....異列の人気ドラァグクイーン山田ホアニータって何者?」                                        | エスムラルダ 吉村崇（平成ノブシコブシ） 若槻千夏 |              |
| 第215回 | 12月2日  | 「どんどん出てくる最近キッチングッズは本当に便利なのか!」                                                | ギャル曽根 高橋茂雄（サバンナ） 滝沢カレン ムッシュ中島（実演販売土）                                                                                               |              |
| 第216回 | 12月9日  | 「あえて今、若槻千夏48時間完全密着!」                                                                    | 藤田ニコル 吉村崇（平成ノブシコブシ） 若槻千夏 |              |
| 第217回 | 12月16日 | 「月収300万円!?女子が稼ぎまくる謎アプリの実態に迫る」                                                    | 小峠英二（バイきんぐ） 丸山桂里奈 |              |
| 第218回 | 12月23日 | 「ぼっちゃり美女NO.1&背徳...激うまバターグルメ」                                                         | 浅田舞 池田美優 斎藤司（トレンディエンジェル） |              |

#### 2018年
| 回数    | 放送日   | テーマ | スタジオゲスト                                                                                                | 備考 |
| ------- | -------- | --- | --- | ---- |
| 第219回 | 1月13日  | 「オトナの仲間入り!夜の新成人...魅惑の夢を大調査!」                                                                                    | 竹俣紅 福地桃子 吉村崇（平成ノブシコブシ）                                                                    |      |
| 第220回 | 1月20日  | 「急増!激辛好きをアピールしまくる辛活女子の生態」                                                                                      | 押しだしましょう子 紺野ぶるま ノブ （千鳥）                                                                   |      |
| 第221回 | 1月27日  | 「SNSで急増「ロー活女子」」 | 池田美優 小峠英二（バイきんぐ） 最上もが                                                                      |      |
| 第222回 | 2月3日   | 「仮想通貨の天国と地獄!ビットコイン女子を大調査」                                                                                      | 池田美優 くっきー（野性爆弾） 菅本裕子 たまきちひろ                                                           |      |
| 第223回 | 2月10日  | 「新橋に美女殺到!?新たな出たいスポットに潜入取材!!」                                                                                   | 村上佳菜子 吉村崇（平成ノブシコブシ）                                                                         |      |
| 第224回 | 2月17日  | 「女たちの冬コミケ!なぜ過激な露出!?」                                                                                                  | 須田亜香里（SKE48） 高橋茂雄（サバンナ） 藤田ニコル ーロ坂食堂（ブル本本著者）                                |      |
| 第225回 | 2月24日  | 「最新!フェチ女性の世界を徹底調査」 | ガンバレルーヤ 高橋茂雄（サバンナ）                                                                           |      |
| 第226回 | 3月3日   | 「バスタ新宿密着したら凄かった&はら流禁断の詐欺メール全貌公開!」                                                                       | 池田美優 はら（ゆにばーす） 吉村崇（平成ノブシコブシ）                                                        |      |
| 第227回 | 3月10日  | 「仮想通貨でまさかの大損!?山田オアニータのその後大追跡SP!」                                                                            | 池田美優 エスムラルダ 小峠英二（バイきんぐ） 菅本裕子 村上佳菜子 最上もが 吉村崇（平成ノブシコブシ） 若槻千夏 |      |
| 第228回 | 3月17日  | 「謎の全身タイツ女子会潜入取材!」 | 江上敬子（ニッチェ） 藤田ニコル                                                                               |      |
| 第229回 | 3月24日  | 「深夜埼玉の山奥に7000人大行列!絶対ほしくなる激レア品」                                                                                | ゴールドエリカ 高橋茂雄（サバンナ）                                                                           |      |
| 第230回 | 3月31日  | 「歌舞伎町ひげガールで大人気のコミックオネェ ミミズに恋人が!」                                                                         | 安東弘樹 ベル 吉村崇（平成ノブシコブシ）                                                                      |      |
| 第231回 | 4月21日  | 「1日で一億円稼ぐキャバ嬢"進撃のノア"に密着!」                                                                                         | 中井りか（NGT48） 藤田ニコル マリエ 吉村崇（平成ノブシコブシ）                                                |      |
| 第232回 | 4月28日  | 「業務スーパーに人生を捧げる女性に密着!&コミケ本お世辞ゼロ徹底評論」                                                                   | 池田美優 高橋茂雄（サバンナ） 雛形あきこ 若槻千夏 臼井総理 竹田あきら                                         |      |
| 第233回 | 5月5日   | 「超人気声優竹達彩奈が生アフレコ!衝撃の素顔を大激白!&オシャレに人生を捧げる女性に密着!」                                               | 竹達彩奈 吉村崇（平成ノブシコブシ） 若槻千夏                                                                  |      |
| 第234回 | 5月12日  | 「大人の知らない10代のカリスマに密着!」                                                                                                | 飯豊まりえ 斎藤司（トレンディエンジェル） 藤田ニコル 【コーナーゲスト】 吉田サラダ（ものいい）                |      |
| 第235回 | 5月19日  | 「引退まで4ヵ月...安室奈美恵ロスな人々に密着!」                                                                                        | 池田美優 小峠英二（バイきんぐ） ゆきぽよ                                                                      |      |
| 第236回 | 5月26日  | 「お笑いファンの中で話題の可愛すぎる新世代女芸人"まちむすめ"に先輩女芸人ガンバレルーヤがブチギレ!!&マイカーに人生に捧げる人々に密着!」 | カンニング竹山 ガンバレルーヤ 藤田ニコル 【コーナーゲスト】 まちむすめ                                        |      |
| 第237回 | 6月2日   | 「ギャル文化復活にむけ奮闘する"渋谷サー人"に密着!」                                                                                    | 青山テルマ うさたにパイセン ノブ（千鳥） 最上もが                                                             |      |
| 第238回 | 6月9日   | 「片付けられない女性が大掃除!」 | 有村藍里 高橋茂雄（サバンナ） 藤田ニコル 村上佳菜子                                                           |      |
| 第239回 | 6月16日  | 「日本一バブルな街大阪の実態を徹底調査」                                                                                               | 鈴木紗理奈 薬丸玲美 吉村崇（平成ノブシコブシ）                                                                |      |
| 第240回 | 6月23日  | 「フリーアイドルが実は結構稼いでいる!?その実態を徹底調査!」                                                                            | 香川愛生 斎藤司（トレンディエンジェル） 塚田僚一（A.B.C-Z） 丸山桂里奈                                        |      |
| 第241回 | 6月30日  | 「芸能人とIT社長の熱愛報道が相次ぐ中、次と噂されているイケメン社長に密着!」                                                            | 池田美優 大島由香里 陣内智則 花崎阿弓                                                                         |      |
| 第242回 | 7月21日  | 「地下アイドルにリアルに恋する女性に密着!」                                                                                            | 菊地亜美 須田亜香里（SKE48） 藤田ニコル 吉村崇（平成ノブシコブシ）                                            |      |
| 第243回 | 7月28日  | 「西の歌舞伎町、立川が今大人気!通称"立キャバ"の秘密に迫る!」                                                                           | 池田美優 小峠英二（バイきんぐ） 丸山桂里奈 【コーナーゲスト】 眉村ちあき                                      |      |
| 第244回 | 8月4日   | 「テレビに出ていなくでも大儲けしている芸能人の謎に迫る!」                                                                              | ガンバレルーヤ 久間田琳加 藤田ニコル 吉村崇（平成ノブシコブシ）                                               |      |
| 第245回 | 8月11日  | 「稼ぎまくる美女たちを大調査!」 | なし |      |
| 第246回 | 8月18日  | 「超インスタ映えSP」 | バービー（フォーリンラブ） 吉村崇（平成ノブシコブシ） りゅうちぇる                                            |      |
| 第247回 | 8月25日  | 「真夏のビーチでナンパを待ちしている美女を大調査!!」                                                                                   | 高橋茂雄（サバンナ） 野呂佳代 藤田ニコル                                                                      |      |
| 第248回 | 9月1日   | 「コミケに出展に燃える女子に密着!」 | 池田美優 神谷由香 小峠英二（バイきんぐ）                                                                      |      |
| 第249回 | 9月8日   | 「実は美女だらけ!なぜコミケに美女たちが集まるのか大調査!!」                                                                            | 荻野由佳（NGT48） 高橋茂雄（サバンナ） 藤田ニコル                                                             |      |
| 第250回 | 9月15日  | 「美女たちが美尻を競い合うお尻甲子園に密着!」                                                                                          | 池田美優 吉村崇（平成ノブシコブシ） 若槻千夏 【コーナーゲスト】 長州力                                        |      |
| 第251回 | 9月22日  | 「最先端の美しさを求める人々=通称"美一プル"に密着」                                                                                    | 池田美優 高橋ユウ 吉村崇（平成ノブシコブシ） 若槻千夏 【コーナーゲスト】 長州力                               |      |
| 第252回 | 10月6日  | 「茨城の若者で謎のブームとなっている「茨城ロック」って何!?」                                                                           | ガリットチュウ 藤田ニコル 吉村崇（平成ノブシコブシ）                                                          |      |
| 第253回 | 10月27日 | 「eスポーツで一攫千金を狙う若者に密着!」                                                                                               | アルコ&ピース 池田美優 歌広場淳（ゴールデンボンバー） 【コーナーゲスト】 しゅんしゅんクリニックP              |      |
| 第254回 | 11月3日  | 「社会問題となっているパワハラを未然に防ぐために新宿老舗のゲイバー"ヒゲガール"で聞き取り調査!」                                        | チョコレートプラネット 藤田ニコル 吉村崇（平成ノブシコブシ）                                                  |      |
| 第255回 | 11月10日 | 「オトナの動物講座&人生を懸けてコスプレ女子を密着!」                                                                                   | 篠原かをり チョコレートプラネット 藤田ニコル 吉村崇（平成ノブシコブシ）                                       |      |
| 第256回 | 11月17日 | 「渋谷のハロウィーンを超える本物の大人たちが集まる仮装パーティーに潜入」                                                               | 池田美優 小峠英二（バイきんぐ） ハナコ                                                                        |      |
| 第257回 | 11月24日 | 「最も売れた芸人千鳥!CM ギャラ事情が明らかに!?&歌舞伎町の新勢力ナイト韓流男子とは!?」                                                  | 鈴木紗理奈 千鳥 藤田ニコル                                                                                    |      |
| 第258回 | 12月1日  | 「町田で年商2億円を稼ぐ芸人の稼ぎ方のカラクリに迫る!」                                                                                 | 池田美優 ひょっこりはん 夢眠ねむ（でんぱ組.inc） 吉村崇（平成ノブシコブシ） 【コーナーゲスト】 女組           |      |
| 第259回 | 12月8日  | 「ご当地アイドル"王林"が教える「知らないと損する青森」」                                                                               | 池田美優 王林（りんご娘） 高橋茂雄（サバンナ）                                                                |      |
| 第260回 | 12月15日 | 「クイズ美大王&大人な動物講座第2弾」                                                                                                   | ISSA（DA PUMP） 藤田ニコル 吉村崇（平成ノブシコブシ） 【コーナーゲスト】 篠原かをり                           |      |

#### 2019年
| 回数    | 放送日   | テーマ | スタジオゲスト | 備考 |
| ------- | -------- | --- | --- | ---- |
| 第261回 | 1月19日  | 「今、急増中の女性ラッバー!通称"フィメールラッバー"に密着」                                                                                 | 高橋茂雄（サバンナ） 藤田ニコル ぼくのりりっくのぼうよみ                                                                  |      |
| 第262回 | 1月26日  | 「コミケデビューを目指す女性&青田買いジャポンSP!」                                                                                          | 吉村崇（平成ノブシコブシ） チョコレートプラネット 藤田ニコル                                                              |      |
| 第263回 | 2月2日   | 「IKKO初登場!禁断の赤裸々質問に答える!」 | IKKO 徳永ゆうき 藤本敏史（FUJIWARA）                                                                                      |      |
| 第264回 | 2月9日   | 「代々木アニメーションに潜入!&青田買いジャポン」                                                                                            | 池田美優 小宮浩信（三四郎） 竹達彩奈 吉村崇（平成ノブシコブシ） 【コーナーゲスト】 松村雄基                               |      |
| 第265回 | 2月16日  | 「夜の生き物講座第3弾」 | トム・ブラウン 藤田ニコル 吉村崇（平成ノブシコブシ） 【コーナーゲスト】 篠原かをり 鈴木香里武 沼口麻子                    |      |
| 第266回 | 2月23日  | 「大ブレイク中のMr.シャチホコが凱旋&新宿パスタに潜入取材」                                                                                  | 池田美優 高橋茂雄（サバンナ） Mr.シャチホコ 【コーナーゲスト】 みはる                                                     |      |
| 第267回 | 3月2日   | 「ひげガール不死鳥伝説!&エスムラルダ率いる八方不美人が登場」                                                                                | ベル 吉村崇（平成ノブシコブシ） 若槻千夏 【コーナーゲスト】 八方不美人                                                    |      |
| 第268回 | 3月9日   | 「芸能界「キャンプ部」に密着&ショップジャポン」                                                                                             | 小峠英二（バイきんぐ） 藤田ニコル 若槻千夏                                                                                |      |
| 第269回 | 3月16日  | 「謎のメイド喫茶に潜入!&芸能界生き残り相談」                                                                                                | 磯山さやか ナイツ Niki |      |
| 第270回 | 3月23日  | 「水商売専門不動産店に潜入取材!&4年前に取材した浅草芸人に再取材!」                                                                          | 今泉佑唯 ナイツ 藤田ニコル 【コーナーゲスト】 オキシジェン                                                                |      |
| 第271回 | 4月6日   | 「ある事をしてV字回復したグラビアアイドルに密着!&トム・ブラウンみちおが貧乏キャラ、春日の座を狙っている疑惑を検証!」                        | 池田美優 高田秋 トム・ブラウン 吉村崇（平成ノブシコブシ）                                                                 |      |
| 第272回 | 4月27日  | 「ヒプノシスマイクとは一体!?&二代目ジャイアン木村昴の自宅初公開」                                                                           | 池田美優 岡田結実 木村昴 吉村崇（平成ノブシコブシ）                                                                       |      |
| 第273回 | 5月4日   | 「今どきギャルの家庭訪問4連発&AAA宇野実彩子の悩み」                                                                                         | 宇野実彩子（AAA） 藤田ニコル ゆきぽよ 吉村崇（平成ノブシコブシ）                                                          |      |
| 第274回 | 5月11日  | 「若手芸人の妻が夫の為にグラビア初挑戦!&遊井亮子が明かす大物俳優の素顔とは?                                                                 | 岡田結実 小峠英二（バイきんぐ） 遊井亮子 【コーナーゲスト】 えなこ ペッパーボーイズ もりせんしゅ                          |      |
| 第275回 | 5月18日  | 「新宿のカリスマオネエに密着!&夢屋まさるは超潔癖症だった!?トム・ブラウンみちおの汚部屋でドッキリ検証!」                                     | 池田美優 夢屋まさる 吉村崇（平成ノブシコブシ） 【コーナーゲスト】みちお（トム・ブラウン）                                 |      |
| 第276回 | 5月25日  | 「t-Aceの自宅やプライベートに密着!」 | 瀧川鯉斗 藤田ニコル 吉村崇（平成ノブシコブシ）                                                                            |      |
| 第277回 | 6月1日   | 「全国各地で女性たちが大行列する謎のハグ屋の実態に迫る!&若手芸人・四千頭身が田中みな実に物申す!?」                                          | 池田美優 吉村崇（平成ノブシコブシ） 四千頭身                                                                              |      |
| 第278回 | 6月8日   | 「歌舞伎町のホスト界の最大勢力グループダンディに密着!&東大生・河野玄斗の神脳すぎる変わった食生活公開」                                      | 河野玄斗 高橋茂雄（サバンナ） 藤田ニコル 堀田茜                                                                           |      |
| 第279回 | 6月15日  | 「365日全国のキャバクラに通い、無料で高級シャンパンを空け、なぜかお金を稼く謎の男キャバ王に密着!&朝ドラ番長役で話題の俳優・板橋駿谷が登場」 | 池田美優 板橋駿谷 永野 吉村崇（平成ノブシコブシ）                                                                         |      |
| 第280回 | 6月22日  | 「ヴィジュアル系バンドに大金をつき込む女性たちを大調査!」                                                                                   | 小峠英二（バイきんぐ） PENICILLIN ゆきぽよ                                                                                |      |
| 第281回 | 6月29日  | 「ホストやキャバ嬢が一攫千金を狙う話題の格闘技大会宴に密着!&グレープカンパニーの社長に密着!」                                               | 池田美優 中村歩（グレープカンパニー社長） 吉村崇（平成ノブシコブシ） 【コーナーゲスト】 斉藤サトル 本多スイミングスクール |      |
| 第282回 | 7月13日  | 「カリスマ美容師を目指し全国各地から若者が殺到!大人気美容室「オーシャン東京」の個性的すぎる就職受験に密着!」                                | かまいたち 高橋茂雄（サバンナ） 藤田ニコル                                                                                |      |
| 第283回 | 7月20日  | 「他のカリスマ達は今どうしてるのか?ぺえ、とまん、けーしゃんの現在を大追跡!&ファーストサマーウイカが田中みな実に物申す!!」                   | 菊地亜美 ファーストサマーウイカ 藤田ニコル 吉村崇（平成ノブコブシ） 【VTR出演】 けーしゃん とまん ぺえ                    |      |
| 第284回 | 7月27日  | 「長州力の引退試合に密着!&スタジオにはTVに滅多に出ないカリスマバンドが登場」                                                                | 岡田結実 高田秋 高橋茂雄（サバンナ） 高田雄一（ELLEGARDEN）【コーナーゲスト】 えなこ                                      |      |
| 第285回 | 8月3日   | 「霜降り明星SP!」 | 霜降り明星 藤田ニコル 吉村崇（平成ノブシコブシ）                                                                          |      |
| 第286回 | 8月10日  | 「ギャルだらけのBLEA（ブレア）女子高に潜入!」                                                                                               | 池田美優 宮下草薙 吉村崇（平成ノブシコブシ）【コーナーゲスト】 金田哲（はんにゃ）                                         |      |
| 第287回 | 8月17日  | 「ファンが2000人が大行列するゲイアイドル二丁目の魅力カミングアウトに密着!」                                                                 | 関太（タイムマシーン3号） BiSH 藤田ニコル 吉村崇（平成ノブシコブシ）                                                      |      |
| 第288回 | 8月24日  | 「t-Ace密着第2弾!&沢城千春を深掘り!」 | 沢城千春 藤田ニコル 吉村崇（平成ノブシコブシ）                                                                            |      |
| 第289回 | 8月31日  | 「神田松之丞が有吉と共演!&ベギラマU子がサイバートラブルに巻き込まれる!?捜査スペシャルリストのもと大調査!」                                  | 池田美優 神田松之丞 吉村崇（平成ノブシコブシ）                                                                            |      |
| 第290回 | 9月7日   | 「オネエ・ミミズの第二の人生に密着!」 | 川村エミコ（たんぽぽ） 藤田ニコル ベル（ひげガール） 吉村崇（平成ノブシコブシ）                                           |      |
| 第291回 | 9月14日  | 「青田買いジャポン」 | おかずクラブ 小峠英二（バイきんぐ） 祭nine.                                                                               |      |
| 第292回 | 9月21日  | 「一発逆転ジャポン」 | 前田敦子 池田美優 吉村崇（平成ノブシコブシ） 【コーナーゲスト】 ぺえ                                                      |      |
| 第293回 | 10月12日 | 「今年のキングオブコントの勝者どぶろっくがスタジオに登場&俺もGQに出たい!GQ-1グランプリ」                                                    | 池田美優 どぶろっく バイきんぐ                                                                                            |      |
| 第294回 | 10月19日 | 「原宿の超有名美容室「オーシャントーキョーに就職に密着」                                                                                    | 高橋茂雄（サバンナ） 藤田ニコル 納言                                                                                      |      |
| 第295回 | 10月26日 | 「神谷由香が気象予報士の資格受験に挑戦!!&大ブレイク中の芸人・アインシュタインが登場」                                                       | アインシュタイン 池田美優 高橋茂雄（サバンナ）                                                                            |      |
| 第296回 | 11月2日  | 「仮面女子候補生の昇格テストに密着!」 | 藤田ニコル 吉村崇（平成ノブシコブシ） 空気階段 【コーナー出演】 植野行雄（デニス）                                        |      |
| 第297回 | 11月9日  | 「これまで有ジャボに出演したカリスマモテ男たちに迫る!!&2019秋最新オネェニュース」                                                           | アインシュタイン 池田美優 高橋茂雄（サバンナ） 高田雄一                                                                   |      |
| 第298回 | 11月16日 | 「韓国のガールズグループに憧れて芸能界デビューを目指す22歳崖っぷち女子に密着!」                                                             | 池田美優 Creepy Nuts 平子祐希（アルコ&ピース）                                                                            |      |
| 第299回 | 11月23日 | 「青田買いジャポン・カーリングシトーンズが地上波テレビ初登場!!」                                                                            | カーリングシトーンズ 澤部佑（ハライチ） 藤田ニコル 若槻千夏                                                               |      |
| 第300回 | 11月30日 | 「青田買いジャポン・カーリングシトーンズが地上波テレビ初登場!!」                                                                            | カーリングシトーンズ 澤部佑（ハライチ） 藤田ニコル 若槻千夏                                                               |      |
| 第301回 | 12月7日  | 「神谷由香が気像予報士受験に挑戦第2弾&フワちゃんがスタジオ登場」                                                                            | 藤田ニコル フワちゃん 吉村崇（平成ノブシコブシ）                                                                          |      |
| 第302回 | 12月14日 | 「カリスマラッパー・t-Aceに密着・第3弾&ティモンディが登場」                                                                                 | 池田美優 ティモンディ 吉村崇（平成ノブシコブシ）                                                                          |      |
| 第303回 | 12月21日 | 「ソロキャンプ女子の実態をリアル調査!&今、ティーンを中心に大人気の女優・今田美桜が登場                                                      | 今田美桜 黒瀬純（パンクブーブー） 藤田ニコル 吉村崇（平成ノブシコブシ）                                                   |      |

#### 2020年
| 回数    | 放送日  | テーマ | スタジオゲスト | 備考   |
| ------- | ------- | --- | --- | ------ |
| 第304回 | 1月18日 | 「おカネない子ちゃんたちの実態をリアル調査!!&C.C.ガールズ3登場」 | 朝日奈央 C.C.ガールズ3 藤田ニコル 吉村崇（平成ノブシコブシ）                                                                                  |        |
| 第305回 | 1月25日 | 「ビジネスオネェだった元芸人が大人気占い師に!?女性が殺到し、メモをしまくる!?怪しいイベントに潜入!&腹話術人形のふくちゃんネタで話題のゾフィーが登場&レスリー・キー婚約者とラブラブ生活に密着」 | 小峠英二（バイきんぐ） ゾフィー 藤田ニコル レスリー・キー ジョシュア                                                                          |        |
| 第306回 | 2月1日  | 「今、女子高生に大人気なEXITが登場!」 | EXIT 池田美優 吉村崇（平成ノブシコブシ） |        |
| 第307回 | 2月8日  | 「業界スーパーマニア野沢さん女装男子カフェに初潜入!&2019年M-1王者ミルクボーイがスタジオ登場」                                                                                                 | 小峠英二（バイきんぐ） 藤田ニコル ミルクボーイ                                                                                                |        |
| 第308回 | 2月15日 | 「元SKE48神谷由香が超難問な気象予報士受験に挑戦!!&プラス・マイナスが登場」 | 藤田ニコル プラス・マイナス 吉村崇（平成ノブシコブシ）                                                                                        |        |
| 第309回 | 2月22日 | 「ぺこぱが登場&雪中キャンプへの道第2弾」 | 池田美優 ぺこぱ 吉村崇（平成ノブシコブシ） 【コーナーゲスト】 JOY                                                                             |        |
| 第310回 | 2月29日 | 「エイトブリッジが登場&芸能事務所・タイタンお家騒動」 | エイトブリッジ 日本エレキテル連合 藤田ニコル 吉村崇（平成ノブシコブシ） 【コーナーゲスト】 松尾アルバム前派出所                               |        |
| 第311回 | 3月7日  | 「田中みな実の秘蔵映像を一挙公開!&プラス・マイナス未公開漫才&女子高生ミスコンに潜入!」 | |        |
| 第312回 | 3月14日 | 「出題するクセ強めのクイズに挑戦!」 | 伊沢拓司 鈴木香里武 藤田ニコル 吉村崇（平成ノブシコブシ）                                                                                     |        |
| 第313回 | 3月21日 | 「鈴木1グランプリ」 | 池田美優 駆け抜けて軽トラ 小池美由 小峠英二（バイきんぐ） 【コーナーゲスト】 ぽんぽこ お見送り芸人しんいち つぼみ大革命 シイナ モダンタイムス |        |
| 第314回 | 3月28日 | 「歌舞伎町オネェ・ミミズ６年間のすべてをお届け!&神谷由香が気象予報士に挑戦」 | 吉村崇（平成ノブシコブシ） 【VTRゲスト】 神谷由香                                                                                             | 最終回 |

### 有吉ジャポンII ジロジロ有吉

#### 2020年
| 回数   | 放送日   | テーマ                                                                                               | スタジオゲスト | その他の出演者 | 備考        |
| ------ | -------- | --- | --- | --- | ----------- |
| 第1回  | 7月4日   | 「いい夫になるのはどんな人?&ジロジロアカデミーへそ編」                                               | 池田美優 王林 藤田ニコル MEGUMI 吉村崇（平成ノブシコブシ） | IKKO エイドブリッジ カミナリ 河井ゆずる（アインシュタイン） たける（東京ホテイソン） ハナコ 餅田コシヒカリ（駆け抜けて軽トラ） 屋敷裕政（ニューヨーク） | 初回1時間SP |
| 第2回  | 7月18日  | 「ジロジロアカデミー足のウラ編&結婚したら良い妻になる人ってどんな人?」                               | 池田美優 瀬戸康史 トリンドル玲奈 吉村崇（平成ノブシコブシ） | 西野未姫 村重杏奈（HKT48） 大谷小判♀（XXCLUB） |             |
| 第3回  | 7月25日  | 「良い経営者になれる素質」                                                                           | 小峠英二（バイきんぐ） 3時のヒロイン 藤田ニコル | 秋山寛貴（ハナコ） 加賀翔（かが屋） 林田洋平（ザ・マミィ） 上田航平（ゾフィー）                                                                         |             |
| 第4回  | 8月1日   | 「ぺこぱダンスBL企画&ジロジロアカデミーへそ後編」                                                    | 池田美優 王林 黒木ひかり 小峠英二（バイきんぐ） ３時のヒロイン 藤田ニコル MEGUMI 吉村崇（平成ノブシコブシ）                                                                | ぺこぱ |             |
| 第5回  | 8月8日   | 「ジロジロドキュメント・藤田ニコル人生最大の挑戦!自動車免許一発受験&ジロジロアカデミー舌編」         | かまいたち 藤田ニコル フワちゃん | Niki 丸山桂里奈 |             |
| 第6回  | 8月15日  | 「ジロジロアカデミー耳の形編&寿司を食べる順番で結婚年齢が明らかに」                                  | 丹生明里（日向坂46） 山之内すず ゆりやんレトリィバァ 吉村崇（平成ノブシコブシ）                                                                                            | なし |             |
| 第7回  | 8月22日  | 「ジロジロアカデミーお尻&腸編」                                                                      | 池田美優 加治ひとみ 小峠英二（バイきんぐ） 橋本小雪（日本エレキテル連合）                                                                                                  | なし |             |
| 第8回  | 8月29日  | 「ジロジロドキュメント・ぺこぱダンサーへの道第2弾&ジロジロ物件クイズ」                               | 池田美優 奈緒 吉村崇（平成ノブシコブシ） | ぺこぱ 脳みそ夫 ぽんぽこ |             |
| 第9回  | 9月5日   | 「ジロジロドキュメント・藤田ニコル一発免許への道!&職業あてクイズ」                                   | くっきー!（野性爆弾） 高橋茂雄（サバンナ） 生見愛瑠 藤田ニコル | 丸山桂里奈 |             |
| 第10回 | 9月12日  | 「ジロジロ目線クイズ!」                                                                              | 池田美優 久間田琳加 藤田ニコル 吉村崇（平成ノブシコブシ） | 別府ともひこ（エイトブリッジ） サンシャイン池崎 キンタロー。 上田航平（ゾフィー）                                                                       |             |
| 第11回 | 9月19日  | 「ジロジロドキュメント・藤田ニコル一発免許への道!&めるるの特技!」                                    | くっきー!（野性爆弾） 高橋茂雄（サバンナ） 藤田ニコル 生見愛瑠 | なし |             |
| 第12回 | 9月26日  | 「フワちゃんがポールダンスに挑戦!&ハナコ意外な美尻」                                                 | ハナコ フワちゃん 吉村崇（平成ノブシコブシ） | なし |             |
| 第13回 | 10月3日  | 「ジロジロアカデミー唇編&特殊能力を披露!」                                                           | 池田美優 岡田結実 小峠英二（バイきんぐ） 深澤辰哉（Snow Man） 宮舘涼太（Snow Man）                                                                                         | なし |             |
| 第14回 | 10月10日 | 「ジロジロドキュメント・ぺこぱのダンスコンテストついに結果発表&Snow Manが新型クレーンゲームに挑戦!」 | 池田美優 岡田結実 小峠英二（バイきんぐ） 深澤辰哉（Snow Man） 宮舘涼太（Snow Man）                                                                                         | ぺこぱ |             |
| 第15回 | 10月17日 | 「限界ジロジロ&エモ動画に挑戦!」                                                                     | ヴァンゆん 藤田ニコル 吉村崇（平成ノブシコブシ） | なし |             |
| 第16回 | 10月24日 | 「ジロジロトークSP!」                                                                                | 池田美優 かまいたち 小峠英二（バイきんぐ） 3時のヒロイン 奈緒 丹羽明里（日向坂46） ハナコ 藤田ニコル フワちゃん 山之内すず ゆりやんレトリィバァ 吉村崇（平成ノブシコブシ） | たける（東京ホテイソン） |             |
| 第17回 | 10月31日 | 「ジロジロドキュメント・フワちゃんポールダンス企画第2弾&駅前ジロジロクイズ」                         | 高橋茂雄（サバンナ） 納言 フワちゃん | なし |             |
| 第18回 | 11月21日 | 「ジロジロドキュメント・藤田ニコルの自動車免許一発取得への道!」                                      | 高橋茂雄（サバンナ） 藤田ニコル ぼる塾 | 本並健治 丸山桂里奈 |             |
| 第19回 | 11月28日 | 「クイズ!ジロジロピンポン&丸山・本並の新生活をジロジロ!」                                            | 藤田ニコル 本並健治 丸山桂里奈 吉村崇（平成ノブシコブシ） | なし |             |
| 第20回 | 12月5日  | 「限界ジロジロ&駅前ジロジロクイズ」                                                                  | 池田美優 小峠英二（バイきんぐ） ジャングルポケット | タケタリーノ山口（瞬間メダル） |             |
| 第21回 | 12月12日 | 「ジロジロドキュメント・ぺこぱダンサーへの道第4弾&駅前ジロジロクイズ&ジロジロチャレンジ」            | 青山テルマ エイトブリッジ 高橋茂雄（サバンナ） | ぺこぱ |             |
| 第22回 | 12月19日 | 「クイズ!ジロジロピンポン&マヂカルラブリーがネタを披露&駅前ジロジロクイズ」                          | 藤田ニコル マヂカルラブリー 吉村崇（平成ノブシコブシ） | なし |             |
| 第23回 | 12月26日 | 「ジロジロ長州&クイズ!ジロジロピンポン&駅前ジロジロクイズ」                                          | 池田美優 カズレーザー（メイプル超合金） 森泉 吉村崇（平成ノブシコブシ） | 長州力 |             |

#### 2021年
| 回数   | 放送日   | テーマ                                                                            | スタジオゲスト | その他の出演者                                                                   | 備考                             |
| ------ | -------- | --------------------------------------------------------------------------------- | --- | -------------------------------------------------------------------------------- | -------------------------------- |
| 第24回 | 1月16日  | 「芸能人の特殊能力SP!」                                                           | 青山テルマ 池田美優 エイトブリッジ 岡田結実 小峠英二（バイきんぐ） ジャングルポケット 高橋茂雄（サバンナ） 深澤辰哉（Snow Man） 藤田ニコル 本並健治 丸山桂里奈 宮舘涼太（Snow man） 吉村崇（平成ノブシコブシ） | なし                                                                             |                                  |
| 第25回 | 1月23日  | 「駅前ジロジロクイズ」                                                            | 阿佐ヶ谷姉妹 池田美優 吉村崇（平成ノブシコブシ） | なし                                                                             |                                  |
| 第26回 | 1月30日  | 「ジロジロ品評会・生き物編」                                                      | 高橋茂雄（サバンナ） 生見愛瑠 パンサー | なし                                                                             |                                  |
| 第27回 | 2月6日   | 「超一流寿司店をジロジロ!&ギャルジロジロ」                                        | 池田美優 エルフ 吉村崇（平成ノブシコブシ） | なし                                                                             |                                  |
| 第28回 | 2月13日  | 「クイズ!牛角ジロジロ&高円寺タン塩クイズ&ニコルから重大発表」                     | 鬼越トマホーク 高橋茂雄（サバンナ） 藤田ニコル | なし                                                                             |                                  |
| 第29回 | 2月20日  | 「差し入れジロジロチャレンジ&クイズ!自衛隊ジロジロ」                              | カズレーザー（メイプル超合金） 池田美優 ぼる塾 | やす子                                                                           |                                  |
| 第30回 | 2月27日  | 「一流ジロジロ&CoCo壱ジロジロ」                                                   | 藤田ニコル ぺこぱ 吉村崇（平成ノブシコブシ） | なし                                                                             |                                  |
| 第31回 | 3月6日   | 「見取り図をジロジロ&ジロジロ品評会・生き物編」                                   | カズレーザー（メイプル超合金） 見取り図 若槻千夏 | 鈴木香里武 ちゃんねる鰐                                                          |                                  |
| 第32回 | 3月13日  | 「人気者たち密かな願望&特殊能力大放出SP」                                         | 阿佐ヶ谷姉妹 池田美優 カズレーザー（メイプル超合金） 高橋茂雄（サバンナ） 生見愛瑠 パンサー 藤田ニコル ぺこぱ 本並健治 丸山桂里奈 見取り図 森泉 吉村崇（平成ノブシコブシ） 若槻千夏                            | 鈴木香里武 ちゃんねる鰐                                                          |                                  |
| 第33回 | 3月20日  | 「メガヒットジロジロ&ジロジロ餃子チャレンジ」                                     | 飯豊まりえ 藤田ニコル フワちゃん 吉村崇（平成ノブコブシ） | なし                                                                             |                                  |
| 第34回 | 3月27日  | 「出現!ソニーを背負って立つ!?新スター芸人」                                       | 池田美優 小峠英二（バイきんぐ） 錦鯉 | あっぱれ婦人会 小声くん ふみつけ大将軍小仲（現:小仲くん）                        |                                  |
| 第35回 | 4月3日   | 「ニコルぺこぱフワちゃんHowtoスペシャル」                                         | 藤田ニコル | 若槻千夏 丸山桂里奈 フワちゃん ぺこぱ                                            | 1時間スペシャル                  |
| 第36回 | 4月13日  | 「人気芸能人のHowtoスペシャル」                                                   | 池田美優 桜井日奈子 高橋海人（king&Prince） チョコレートプラネット | 山下美月（乃木坂46） 梅澤美波（乃木坂46） おいでやすこが 薄幸（納言） ヒコロヒー | 1時間スペシャル（22:00から放送） |
| 第37回 | 5月1日   | 「人気芸能人のHowtoスペシャル」                                                   | 池田美優 桜井日奈子 高橋海人（king&Prince） チョコレートプラネット | ミルクボーイ 武田真治                                                            |                                  |
| 第38回 | 5月8日   | 「密着ジロジロ・藤田ニコル高級外車講入」                                          | 青山テルマ 藤田ニコル 吉村崇（平成ノブシコブシ） | なし                                                                             |                                  |
| 第39回 | 5月15日  | 「誰でも利用できる専属スタイリストHowtoジロジロ」                                 | 岡田結実 カズレーザー（メイプル超合金） 佐々木美玲（日向坂46） 丹生明里（日向坂46） | かが屋                                                                           |                                  |
| 第40回 | 5月22日  | 「自家製調味料のHowtoジロジロ&花澤香菜謎の私生活」                                | 小峠英二（バイきんぐ） 生見愛瑠 花澤香菜 | 鬼越トマホーク                                                                   |                                  |
| 第41回 | 5月29日  | 「トルコ料理のHowtoジロジロ」                                                     | 池田美優 伊藤沙莉 カズレーザー（メイプル超合金） | 蛙亭                                                                             |                                  |
| 第42回 | 6月5日   | 「ファスティングツアーのHowtoをジロジロ」                                         | ニューヨーク 藤田ニコル | 荒川（エルフ）                                                                   |                                  |
| 第43回 | 6月12日  | 「若手の憧れNo.1ニューヨークを徹底解剖!!&スケボーのHowtoジロジロ」                | ニューヨーク 藤田ニコル 池田美優 チョコレートプラネット | ぺこぱ                                                                           |                                  |
| 第44回 | 6月19日  | 「エジプト料理の楽しみ方Howtoジロジロ」                                           | 高橋茂雄（サバンナ） ぼる塾 | パーパー                                                                         |                                  |
| 第45回 | 6月26日  | 「プラモデルアートのHowtoジロジロ」                                               | 小峠英二（バイきんぐ） 渋谷凪咲（NMB48） 松田ゆう姫 | なし                                                                             |                                  |
| 第46回 | 7月3日   | 「メンズメイクのHowtoジロジロ」                                                   | 堀未央奈 ゆうちゃみ 吉村崇（平成ノブシコブシ） | 錦鯉                                                                             |                                  |
| 第47回 | 7月10日  | 「鮎レディのHowtoジロジロ」                                                       | 池田美優 高橋茂雄（サバンナ） 吉川愛 | 荒川（エルフ）                                                                   |                                  |
| 第48回 | 7月24日  | 「美容にまつわるHowtoジロジロ」                                                   | 池田美優 チョコレートプラネット ニューヨーク 藤田ニコル 堀未央奈 ゆうちゃみ 吉村崇（平成ノブシコブシ） | 荒川（エルフ） 薄幸（納言） ヒコロヒー                                           |                                  |
| 第49回 | 8月7日   | 「高級魚さばきのHowtoジロジロ」                                                   | 池田美優 吉住 吉村崇（平成ノブシコブシ） 森朝奈 | おいでやすこが                                                                   |                                  |
| 第50回 | 8月14日  | 「軽キャンのHowtoジロジロ」                                                       | カズレーザー（メイプル超合金） 二階堂高嗣（Kis-My-Ft2） 藤田ニコル | 荒川（エルフ）                                                                   |                                  |
| 第51回 | 8月21日  | 「カスタム軽キャンジロジロ」                                                      | カズレーザー（メイプル超合金） 二階堂高嗣（Kis-My-Ft2） 藤田ニコル | じゅんいちダビッドソン                                                           |                                  |
| 第52回 | 8月28日  | 「大人の昆虫採集のHowtoジロジロ」                                                 | 藤田ニコル 吉村崇（平成ノブシコブシ） インポッシブル | 篠原かをり 薄幸（納言）                                                          |                                  |
| 第53回 | 9月4日   | 「ドローン合宿のHowtoジロジロ」                                                   | 工藤美桜 シソンヌ 生見愛瑠 | やす子                                                                           |                                  |
| 第54回 | 9月11日  | 「野湯探しのHowtoジロジロ」                                                       | 池田美優 見取り図 | ヒコロヒー                                                                       |                                  |
| 第55回 | 9月18日  | 「見取り図地獄を見た番組をジロジロ」                                              | 池田美優 見取り図 | 戦士                                                                             |                                  |
| 第56回 | 9月25日  | 「藤田ニコル念願のベンツ納車の瞬間をジロジロ」                                    | 藤田ニコル 吉村崇（平成ノブシコブシ） 若槻千夏 | なし                                                                             |                                  |
| 第57回 | 10月2日  | 「飛ばし屋ドラコンレディのHowtoジロジロ」                                         | マヂカルラブリー もう中学生 ゆうちゃみ | なし                                                                             |                                  |
| 第58回 | 10月9日  | 「初心者ゆうちゃみがドラコン大会に挑戦&ワケあってテレビでできず封印したネタ披露」 | マヂカルラブリー もう中学生 ゆうちゃみ | なし                                                                             |                                  |
| 第59回 | 10月16日 | 「追形プレイヤーのHowtoをジロジロ」                                               | えなこ サンシャイン池崎 深川麻衣 吉村崇（平成ノブシコブシ） | なし                                                                             |                                  |
| 第60回 | 10月23日 | 「追形プレイヤーのHowtoをジロジロ」                                               | えなこ サンシャイン池崎 深川麻衣 吉村崇（平成ノブシコブシ） | なし                                                                             |                                  |
| 第61回 | 10月30日 | 「セルフエステのHowtoをジロジロ」                                                 | 池田美優 ジャングルポケット 荒川（エルフ） | なし                                                                             |                                  |
| 第62回 | 11月6日  | 「ヒコロヒーの野湯探しをジロジロ」                                                | 池田美優 蛙亭 長谷川忍（シソンヌ） | ヒコロヒー                                                                       |                                  |
| 第63回 | 11月13日 | 「美文字のHowtoをジロジロ&ワケあってテレビでできず封印したネタ被露」              | カズレーザー（メイプル超合金） 空気階段 藤田ニコル | ゆめっち（3時のヒロイン） 亜生（ミキ）                                           |                                  |
| 第64回 | 11月20日 | 「ゆうちゃみドラコン道2&ドラコンギャル・オーディション」                          | 池田美優 ニッポンの社長 吉村崇（平成ノブシコブシ） | ゆうちゃみ（リモート）                                                           |                                  |
| 第65回 | 11月27日 | 「フィジークのHowtoをジロジロ」                                                   | 池田美優 ジャングルポケット 藤田ニコル 荒川（エルフ） | なし                                                                             |                                  |
| 第66回 | 12月4日  | 「エルフ荒川 ノルウェー式HITに挑む」                                              | 池田美優 蛙亭 吉村崇（平成ノブシコブシ） | 荒川（エルフ）                                                                   |                                  |
| 第67回 | 12月11日 | 「おひとりフェリー旅」                                                            | 小峠英二（バイきんぐ） 高木ひとみ○（ぽんぽこ） 堀未央奈 | なし                                                                             |                                  |
| 第68回 | 12月18日 | 「超大作コマ撮り動画」                                                            | 岡田結実 ジェラードン フワちゃん | フタリシズカ                                                                     |                                  |

#### 2022年
| 回数    | 放送日   | テーマ                                                            | スタジオゲスト                                                                                    | その他の出演者                                                      | 備考 |
| ------- | -------- | ----------------------------------------------------------------- | ------------------------------------------------------------------------------------------------- | ------------------------------------------------------------------- | ---- |
| 第69回  | 1月15日  | 「ジオキャッシングのHowtoジロジロ」                               | 高木ひとみ○（ぽんぽこ） パンサー 藤田ニコル                                                       | なし                                                                |      |
| 第70回  | 1月22日  | 「アクションシューティングのHowtoジロジロ」                       | 青山テルマ カズレーザー（メイプル超合金） 美緒 やす子                                             | なし                                                                |      |
| 第71回  | 1月29日  | 「ペットマッサージのHowtoジロジロ」                               | 篠原かをり 薄幸（納言） 吉村崇（平成ノブシコブシ）                                                | なし                                                                |      |
| 第72回  | 2月5日   | 「有名カメコへの道」                                              | サンシャイン池崎 篠原かをり 吉村崇（平成ノブシコブシ）                                            | なし                                                                |      |
| 第73回  | 2月12日  | 「イグルーキャンプ作りのHowto」                                   | カズレーザー（メイプル超合金） 藤田ニコル ランジャタイ                                            | 横井かりこる（フタリシズカ）                                        |      |
| 第74回  | 2月19日  | 「イグルーキャンプ作りのHowto」                                   | カズレーザー（メイプル超合金） 藤田ニコル ランジャタイ                                            | フタリシズカ                                                        |      |
| 第75回  | 2月26日  | 「どんなに自体が便い人でも誰でも1週間で180度開脚ができる!?Howto」 | 荒川（エルフ） 池田美優 小峠英二（バイきんぐ）                                                    | なし                                                                |      |
| 第76回  | 3月5日   | 「あなたの街でジオキャッシング」                                  | せいや（霜降り明星） フワちゃん 宮下兼史鷹（宮下草薙）                                            | あいなぷぅ（パーパー） 高木ひとみ○（ぽんぽこ） みほとけ             |      |
| 第77回  | 3月12日  | 「あなたの街でジオキャッシング」                                  | せいや（霜降り明星） フワちゃん 宮下兼史鷹（宮下草薙）                                            | あいなぷぅ（パーパー） 高木ひとみ○（ぽんぽこ） みほとけ             |      |
| 第78回  | 3月19日  | 「アイスツリーのHowtoをジロジロ」                                 | 荒川（エルフ） 藤田ニコル 森田哲矢（さらば青春の光）                                              | はる（エルフ）                                                      |      |
| 第79回  | 4月2日   | 「女子芸人が覚醒した瞬間SP」                                      |                                                                                                   | 荒川（エルフ） 高木ひとみ○（ぽんぽこ） 横井かりこる（フタリシズカ） |      |
| 第80回  | 4月16日  | 「フォトロゲイニングのHowto」                                     | 藤田ニコル ぺこぱ 吉村崇（平成ノブシコブシ）                                                      | ぽんぽこ 横井かりこる（フタリシズカ）                               |      |
| 第81回  | 4月23日  | 「スポーツバーべキューのHowto」                                   | カズレーザー（メイプル超合金） 丸山礼 ロングコートダディ                                          | ミナコ（どんぐりぱわーず）                                          |      |
| 第82回  | 4月30日  | 「スポーツバーべキューのHowto」                                   | カズレーザー（メイプル超合金） 丸山礼 ロングコートダディ                                          | ミナコ（どんぐりぱわーず）                                          |      |
| 第83回  | 5月7日   | 「ヒコロヒーの野湯探し第3弾」                                     | 青山テルマ シソンヌ ヒコロヒー                                                                    | なし                                                                |      |
| 第84回  | 5月14日  | 「フォイルサーフィンのHowto」                                     | 小峠英二（バイきんぐ） 薄幸（納言） 生見愛瑠                                                      | アミ（ポンループ）                                                  |      |
| 第85回  | 5月21日  | 「バッティングツアーのHowto」                                     | 小峠英二（バイきんぐ） 藤田ニコル エルフ                                                          | なし                                                                |      |
| 第86回  | 5月28日  | 「バックラフトのHowto」                                           | ジャングルポケット 杵渕はな フワちゃん                                                            | なし                                                                |      |
| 第87回  | 6月4日   | 「ボックスカートのHowto」                                         | アインシュタイン 池田美優 ヨネダ2000                                                              | なし                                                                |      |
| 第88回  | 6月11日  | 「ハクレン釣りのHowto」                                           | 池田美優 高木ひとみ○（ぽんぽこ） 橋本直（銀シャリ） マヂカルラブリー                              | なし                                                                |      |
| 第89回  | 6月18日  | 「ジムニーのHowto」                                               | 相席スタート 藤田ニコル 森田哲矢（さらば青春の光）                                                | 青山テルマ                                                          |      |
| 第90回  | 6月25日  | 「エルフ荒川のちょっと怪しい美肌ツアー」                          | 鬼越トマホーク 丸山礼 吉村崇（平成ノブシコブシ）                                                  | 荒川（エルフ）                                                      |      |
| 第91回  | 7月2日   | 「ドールマスクのHowto」                                           | 池田美優 小峠英二（バイきんぐ） 橋本直（銀シャリ） 横井かりこる（フタリシズカ）                   | なし                                                                |      |
| 第92回  | 7月9日   | 「パックラフトのHowto」                                           | 岩本照（Snow Man） 向井康二（Snow Man） 長谷川忍（シソンヌ） 藤田ニコル                           | 杵渕はな                                                            |      |
| 第93回  | 7月16日  | 「ツーリーキャンプのHowto」                                       | 荒川（あはは） 岡田結実 高木ひとみ○（ぽんぽこ） なすなかにし 吉村崇（平成ノブシコブシ）           | なし                                                                |      |
| 第94回  | 7月30日  | 「ツーリーキャンプのHowto」                                       | 荒川（あはは） 岡田結実 高木ひとみ○（ぽんぽこ） なすなかにし 吉村崇（平成ノブシコブシ）           | なし                                                                |      |
| 第95回  | 8月6日   | 「マンザップのHowto」                                             | カズレーザー（メイプル超合金） トム・ブラウン 藤田ニコル                                          | 関谷友美（ハナイチゴ）                                              |      |
| 第96回  | 8月13日  | 「マンザップのHowto」                                             | カズレーザー（メイプル超合金） トム・ブラウン 藤田ニコル                                          | 関谷友美（ハナイチゴ）                                              |      |
| 第97回  | 8月20日  | 「イカメダルゲームのHowto」                                       | 金子きょんちぃ（ぱーてぃーちゃん） 信子（ぱーてぃーちゃん） パンサー フワちゃん                   | なし                                                                |      |
| 第98回  | 9月3日   | 「フジロックボランティアのHowto」                                 | くっきー!（野性爆弾） こっちゃん選手（ニッキューナナ） 高橋茂雄（サバンナ） 藤田ニコル パンダマン | なし                                                                |      |
| 第99回  | 9月10日  | 「手作りいかだレースのHowto」                                     | 菜緒 橋本直（銀シャリ） 丸山礼                                                                    | 杵渕はな トヨシマカナ ツヨシっ! 横井かりこる（フタリシズカ）        |      |
| 第100回 | 9月17日  | 「手作りいかだレースのHowto」                                     | 菜緒 橋本直（銀シャリ） 丸山礼                                                                    | 杵渕はな トヨシマカナ ツヨシっ! 横井かりこる（フタリシズカ）        |      |
| 第101回 | 9月24日  | 「徹夜おどりのHowto」                                             | アインシュタイン カズレーザー（メイプル超合金） 生見愛瑠                                          | 横井かりこる（フタリシズカ）                                        |      |
| 第102回 | 10月1日  | 「ジロジロガールズガチ涙SP」                                      |                                                                                                   | 荒川（エルフ） 杵渕はな 高木ひとみ○（ぽんぽこ） ゆうちゃみ          |      |
| 第103回 | 10月8日  | 「高級天然うなぎ釣りをHowto」                                     | 荒川（エルフ） 池田美優 橋本直（銀シャリ） 山崎怜奈                                               | なし                                                                |      |
| 第104回 | 10月22日 | 「アニマルフローのHowto」                                         | 荒川（エルフ） 池田美優 小峠英二（バイきんぐ） 篠原かをり                                         | なし                                                                |      |
| 第105回 | 10月29日 | 「フィメールクイーンのHowto」                                     | エルフ 藤田ニコル 吉村崇（平成ノブシコブシ）                                                      | なし                                                                |      |
| 第106回 | 11月5日  | 「スパルタンレースのHowto」                                       | 杵渕はな フワちゃん 森田哲矢（さらば青春の光）                                                    | ツヨシっ!                                                           |      |
| 第107回 | 11月12日 | 「スパルタンレースのHowto」                                       | 杵渕はな フワちゃん 森田哲矢（さらば青春の光）                                                    | ツヨシっ!                                                           |      |
| 第108回 | 11月19日 | 「スポーツサウナのHowto」                                         | 青山テルマ ジャングルポケット                                                                     | 関谷友美（ハナイチゴ）                                              |      |
| 第109回 | 11月26日 | 「レッドブルボックスカートレースのHowto」                         | 荒川（あはは） カズレーザー（メイプル超合金） 高木ひとみ○（ぽんぽこ） 藤田ニコル                  | なし                                                                |      |
| 第110回 | 12月3日  | 「レッドブルボックスカートレースのHowto」                         | 荒川（あはは） カズレーザー（メイプル超合金） 高木ひとみ○（ぽんぽこ） 藤田ニコル                  | なし                                                                |      |
| 第111回 | 12月10日 | 「最新の歌舞伎の潜入調査」                                        | あんり（ぼる塾） 池田美優 佐々木チワワ 吉村崇（平成ノブシコブシ）                                 | はる（エルフ）                                                      |      |
| 第112回 | 12月17日 | 「ムキカワ女子の調査」                                            | 池田美優 トム・ブラウン                                                                           | 横井かりこる（フタリシズカ）                                        |      |
| 第113回 | 12月24日 | 「歌舞伎町ひげガールに異受」                                      | 吉村崇（平成ノブシコブシ）                                                                        |                                                                     |      |

#### 2023年
| 回数    | 放送日   | テーマ                                              | スタジオゲスト                                                                                          | その他の出演者                         | 備考 |
| ------- | -------- | --------------------------------------------------- | --- | -------------------------------------- | ---- |
| 第114回 | 1月7日   | 「第4次爆ギャルブー厶の到来」                       | アインシュタイン 荒川（エルフ） 池田美優                                                                | なし                                   |      |
| 第115回 | 1月14日  | 「眠らない質屋に密着」                              | ネルソンズ ゆうちゃみ 吉村崇（平成ノブシコブシ）                                                        | はる（エルフ）                         |      |
| 第116回 | 1月21日  | 「バベルのメダルスクールに挑戦!」                   | 小峠英二（バイきんぐ） 高木ひとみ○（ぽんぽこ） みなみかわ 藤田ニコル                                    | なし                                   |      |
| 第117回 | 1月28日  | 「ロープアートの魅力を密着取材」                    | 池田美優 ウエストランド くっきー!（野性爆弾）                                                           | 関谷友美（ハナイチゴ）                 |      |
| 第118回 | 2月4日   | 「新宿ミックスバーに潜入調査」                      | なすなかにし 藤田ニコル 丸山礼 ユーマ                                                                   | なし                                   |      |
| 第119回 | 2月11日  | 「サラリーマンラッパー集団"新橋サイファー"に密着」  | 空気階段 福田麻貴（3時のヒロイン） 呂布カルマ                                                           | 横井かりこる（フタリシズカ）           |      |
| 第120回 | 2月18日  | 「サラリーマンラッパー集団"新橋サイファー"に密着」  | 空気階段 福田麻貴（3時のヒロイン） 呂布カルマ                                                           | 横井かりこる（フタリシズカ）           |      |
| 第121回 | 2月25日  | 「歌舞伎町の怪しい（秘）ジムに潜入」                | まいあんつ 藤田ニコル ぺこぱ 吉村崇（平成ノブシコブシ）                                                 | なし                                   |      |
| 第122回 | 3月4日   | 「犬ぞりレースに挑戦」                              | 池田美優 高木ひとみ○（ぽんぽこ） おたけ・太田博久（ジャングルポケット）                                 | なし                                   |      |
| 第123回 | 3月11日  | 「犬ぞりレースに挑戦」                              | 池田美優 高木ひとみ○（ぽんぽこ） おたけ・太田博久（ジャングルポケット）                                 | なし                                   |      |
| 第124回 | 3月18日  | 「ヴィジュアル系の新世代バンドギャルの生態を調査」  | あんり（ぼる塾） 金子きょんちぃ（ぱーてぃーちゃん） 錦鯉 フワちゃん                                     | なし                                   |      |
| 第125回 | 3月25日  | 「有吉が思わず立ち上がった!大興奮した瞬間SP」       | | そえじまひでき 高木ひとみ○（ぽんぽこ） |      |
| 第126回 | 4月2日   | 「美少女アバター中身はおじさん!禁断のウラ側に密着」 | アインシュタイン 薄幸（納言） 藤田ニコル                                                                | なし                                   |      |
| 第127回 | 4月16日  | 「超高額!進化する歌舞伎町シャンパンタワーの秘密」   | アルコ&ピース 岡田紗佳 ゆうちゃみ                                                                       | 金子きょんちぃ（ぱーてぃーちゃん）     |      |
| 第128回 | 4月23日  | 「今女性が殺倒中!?BLコンカフェに潜入!」             | アルコ&ピース 岡田紗佳 ゆうちゃみ 関谷友美（ハナイチゴ）                                                | なし                                   |      |
| 第129回 | 4月30日  | 「驚きの進化!ホテルに美容室…最新ドール用專門店」    | アインシュタイン 薄幸（納言） 藤田ニコル 山田ホヤニータ                                                 | なし                                   |      |
| 第130回 | 5月7日   | 「月に7500万の売り上げ!?顔出しNGホストとは?」       | はる（エルフ） 藤田ニコル 丸山礼 吉村崇（平成ノブシコブシ） ベル                                        | なし                                   |      |
| 第131回 | 5月14日  | 「デート半分で美女のお部屋探し!(秘)賃貸サービス」   | 藤田ニコル 丸山礼 吉村崇（平成ノブシコブシ）                                                            | なし                                   |      |
| 第132回 | 5月21日  | 「自身の写真をタダで提供!フリー素材モデルとは?」    | 池田美優 さらば青春の光 高木ひとみ○（ぽんぽこ） まいあんつ                                              | なし                                   |      |
| 第133回 | 5月28日  | SNSで人気急上昇「#デスボ女子」                      | 池田美優 さらば青春の光 高木ひとみ○（ぽんぽこ）                                                         | なし                                   |      |
| 第134回 | 6月4日   | 「起業家ギャルが急上増!?」                          | あんり（ぼる塾） 小木博明（おぎやはぎ） 金子きょんちぃ・信子（ぱーてぃーちゃん）                        | なし                                   |      |
| 第135回 | 6月11日  | 「痛車ブー厶再然!超進化のワケ…1000万改造も!」       | あんり（ぼる塾） 小木博明（おぎやはぎ） オダウエダ                                                      |                                        |      |
| 第136回 | 6月18日  | 「マニアのオトナの終活を大調査」                    | 池田美優 小峠英二（バイきんぐ）                                                                         | 薄幸（納言）                           |      |
| 第137回 | 6月25日  | 「フェチフェスに潜入!」                             | 池田美優 小峠英二（バイきんぐ）                                                                         | 関谷友美（ハナイチゴ）                 |      |
| 第138回 | 7月2日   | 「ドラァグクイーンの祭典オピュランス」              | フワちゃん ベル（ひげガール） 吉村崇（平成ノブシコブシ）                                                | なし                                   |      |
| 第139回 | 7月9日   | 「ドラァグクイーンの祭典オピュランス」              | フワちゃん ベル（ひげガール） 吉村崇（平成ノブシコブシ）                                                | なし                                   |      |
| 第140回 | 7月16日  | 「マニアフェスタに潜入」                            | エラ・フレイヤ カズレーザー（メイプル超合金） 金子きょんちぃ（ぱーてぃーちゃん） 藤田ニコル             | なし                                   |      |
| 第141回 | 7月23日  | 「マニアフェスタに潜入」                            | エラ・フレイヤ カズレーザー（メイプル超合金） 金子きょんちぃ（ぱーてぃーちゃん） 藤田ニコル             | なし                                   |      |
| 第142回 | 7月30日  | 「秋葉原コンカフェ戦争を大調査!」                   | 池田美優 植田紫帆（オダウエダ） 小木博明（おぎやはぎ）                                                  | なし                                   |      |
| 第143回 | 8月6日   | 「新宿・大久保公園の横の夜のカフェ店を潜入調査!」   | 池田美優 小木博明（おぎやはぎ） 佐々木チワワ                                                            | はる（エルフ）                         |      |
| 第144回 | 8月13日  | 「進化系「ネオロリータ」」                          | アルコ&ピース ゆうちゃみ                                                                                | 金子きょんちぃ（ぱーてぃーちゃん）     |      |
| 第145回 | 9月3日   | 「トラック飯が今、大バズリ中」                      | アルコ&ピース 高木ひとみ○（ぽんぽこ） ゆうちゃみ                                                        | なし                                   |      |
| 第146回 | 9月10日  | 「3万人超熱狂!世界最大級フィギュアのイベント」      | あんり（ぼる塾） 三四郎 関谷友美（ハナイチゴ） 深澤辰哉（Show Man） 宇内梨沙（TBSアナウンサー）（進行） | なし                                   |      |
| 第147回 | 9月17日  | 「フィギュアの祭典!プロを目指すクリエイターに密着」 | あんり（ぼる塾） 三四郎 関谷友美（ハナイチゴ） 深澤辰哉（Show Man） 宇内梨沙（TBSアナウンサー）（進行） | なし                                   |      |
| 第148回 | 9月24日  | 「モノに恋する!オブジェクトセクシュアリティとは?」  | CRAZY COCO 藤田ニコル 吉村崇（平成ノブシコブシ） 高木ひとみ◯（ぽんぽこ）（進行）                        | なし                                   |      |
| 第149回 | 10月1日  | 「舞台裏に密着!セレブ集結ドラッグクイーン祭典」     | フワちゃん ベル（ひげガール） 吉村崇（平成ノブシコブシ）                                                | なし                                   |      |
| 第150回 | 10月8日  | 「4年ぶりに復活!浅草カーニバルの裏側」              | 関谷友美（ハナイチゴ） 錦鯉 福田麻貴（3時のヒロイン） 宇内梨沙（TBSアナウンサー）（進行）               | なし                                   |      |
| 第151回 | 10月22日 | 「30万人が熱狂!浅草サンバカーニバルに密着」         | 関谷友美（ハナイチゴ） 錦鯉 福田麻貴（3時のヒロイン） 宇内梨沙（TBSアナウンサー）（進行）               | なし                                   |      |
| 第152回 | 10月29日 | 「20万人が熱狂!コスプレ世界一決定戦」               | 池田美優 小峠英二（バイきんぐ） セントチヒロ・チッチ 高木ひとみ◯（ぽんぽこ）（進行）                    | なし                                   |      |
| 第153回 | 11月5日  | 「世界一が決定!コスプレチャンピオンシップ開幕」     | 池田美優 小峠英二（バイきんぐ） セントチヒロ・チッチ 高木ひとみ◯（ぽんぽこ）（進行）                    | なし                                   |      |
| 第154回 | 11月12日 | 「コスプレ進化!女性が着たい「ネオコス」とは?」      | インポッシブル 小木博明（おぎやはぎ） 関谷友美（ハナイチゴ） 藤田ニコル                                 | なし                                   |      |
| 第155回 | 11月19日 | 「世界中が客が殺到!新潟・山あいの村に高級古着店」   | インポッシブル 小木博明（おぎやはぎ） 藤田ニコル                                                        | 薄幸（納言）                           |      |
| 第156回 | 11月26日 | 「進化!Z世代ヤンキー集結祭…栃木にバイク200台」      | ぺこぱ フワちゃん 吉村崇（平成ノブシコブシ）                                                            | なし                                   |      |
| 第157回 | 12月3日  | 「eスポーツジオゲットとは」                         | ぺこぱ フワちゃん 吉村崇（平成ノブシコブシ）                                                            | CRAZY COCO                             |      |
| 第158回 | 12月10日 | 「ジャパニーズディープカルチャー大公開」            | | エラ・フレイヤ ナタリアなっちゃん      |      |
| 第159回 | 12月17日 | 「浅草「酉の市」で高額熊手探し」                    | 池田美優 オダウエダ カズレーザー（メイプル超合金）                                                      | はる（エルフ）                         |      |
| 第160回 | 12月24日 | 「帰ってきた最大級のドラッグクイーンの祭典」        | 藤田ニコル 吉村崇（平成ノブシコブシ） ベル                                                              | 椋美super（ひげガール）                |      |

#### 2024年
| 回数    | 放送日   | テーマ                                                                 | スタジオゲスト | 備考                                      |
| ------- | -------- | ---------------------------------------------------------------------- | --- | ----------------------------------------- |
| 第161回 | 1月7日   | 「あらゆるモノで自分を鬼盛り!デコラファッション」                      | 池田美優 オダウエダ カズレーザー（メイプル超合金） 高木ひとみ◯（ぽんぽこ）                                                  |                                           |
| 第162回 | 1月14日  | 「外国人が殺倒!新宿二丁目インバウンド」                                | 藤田ニコル ベル 吉村崇（平成ノブシコブシ）                                                                                  |                                           |
| 第163回 | 1月21日  | 「続編解禁!ドラッグ祭典「オピュランス」」                              | 藤田ニコル フワちゃん ベル（ヒゲガール） 吉村崇（平成ノブシコブシ）                                                         |                                           |
| 第164回 | 1月28日  | 「続編解禁!ドラッグ祭典「オピュランス」」                              | 藤田ニコル フワちゃん ベル（ヒゲガール） 吉村崇（平成ノブシコブシ）                                                         |                                           |
| 第165回 | 2月4日   | 「アナログゲームの祭典「ゲームマーケット」」                           | 岡田結実 鬼越トマホーク 佐久間大介（Snow Man） 高木ひとみ◯                                                                  |                                           |
| 第166回 | 2月11日  | 「ジュンダーレス男子の最前線を調査!」                                  | 岡田結実 鬼越トマホーク キャンディ・H・ミルキィ 佐久間大介（Snow Man） 西原さつき                                           |                                           |
| 第167回 | 2月18日  | 「氷壁&極寒犬ぞり…ハートな冬のアクティビティSP」                       | 高木ひとみ◯（ぽんぽこ） |                                           |
| 第168回 | 2月25日  | 「エルフ荒川と行く!ちょっと怪しい!?美容ツアー」                        | インポッシブル 池田美優 エルフ                                                                                              |                                           |
| 第169回 | 3月3日   | 「月に150人以上!全国からコワモテ!?が殺倒する茨城県にある理容室を調査」 | あぁ〜しらき 池田美優 岩橋健一郎 インポッシブル エルフ                                                                      |                                           |
| 第170回 | 3月10日  | 「ひげガールが大ピンチ!?インバウンド計画に密着」                       | あんり（ぼる塾） 小峠英二（バイきんぐ） ベル（ひげガール）                                                                  |                                           |
| 第171回 | 3月17日  | 「外国人観光客が殺倒!大井競馬場フリーマーケット」                      | あんり（ぼる塾） 小峠英二（バイきんぐ） 関谷友美（ハナイチゴ）                                                              |                                           |
| 第172回 | 3月24日  | 「中高年熱狂!”スーパー銭湯アイドル“界隈を調査」                        | 秋元真夏 関谷友美（ハナイチゴ） 高木ひとみ◯（ぽんぽこ） とにかく明るい安村 ゆうちゃみ                                       |                                           |
| 第173回 | 3月31日  | 「ブラジル人約3000人が暮らすマンモス団地に潜入」                       | 秋元真夏 高木ひとみ◯（ぽんぽこ） とにかく明るい安村 ゆうちゃみ                                                              |                                           |
| 第174回 | 4月14日  | 「出場者全員元男性!トランスウーマン決定戦」                            | はるな愛 藤田ニコル まいあんつ 吉村崇（平成ノブシコブシ）                                                                   |                                           |
| 第175回 | 4月21日  | 「出場者全員元男性!トランスウーマン決定戦」                            | はるな愛 藤田ニコル まいあんつ 吉村崇（平成ノブシコブシ）                                                                   |                                           |
| 第176回 | 4月28日  | 「行き過ぎ!?"ぬい活”店をエルフ荒川が徹底調査」                         | 荒川（エルフ） あんり（ぼる塾） 小木博明（おぎやはぎ） 松倉海斗（Travis Japan）                                             |                                           |
| 第177回 | 5月5日   | 「メイド日本一決定戦!トップメイドvsトラジャ松倉」                      | あんり（ぼる塾） 小木博明（おぎやはぎ） キャンティ・H・ミルキィ 松倉海斗（Travis Japan）                                    |                                           |
| 第178回 | 5月12日  | 「六本木で話題のSランクキャバクラに潜入!」                             | さらば青春の光 高木ひとみ◯（ぽんぽこ） 藤田ニコル 牧野ステテコ                                                              |                                           |
| 第179回 | 5月19日  | 「大人もどハマリ!進化系プラレールを調査!」                             | さらば青春の光 高木ひとみ◯（ぽんぽこ） 藤田ニコル                                                                           |                                           |
| 第180回 | 5月26日  | 「超ニッチな研究本!情報系同人誌の祭典に潜入!」                         | 王林 錦鯉 牧野ステテコ |                                           |
| 第181回 | 6月2日   | 「ちょっと変わった話題のコンセプトジムに潜入!」                        | 王林 錦鯉 高木ひとみ◯（ぽんぽこ）                                                                                           |                                           |
| 第182回 | 6月9日   | 「新人ドラァグクイーン発掘!リップシンクバトル」                        | 藤原丈一郎（なにわ男子） フワちゃん 吉村崇（平成ノブシコブシ） バビ江ノビッチ                                               |                                           |
| 第183回 | 6月16日  | 「ドラァグクイーン「リップシンクバトル」開幕!」                        | 藤原丈一郎（なにわ男子） フワちゃん 吉村崇（平成ノブシコブシ） バビ江ノビッチ ベル 椋美super（ひげガール）                  |                                           |
| 第184回 | 6月23日  | 「全国の“悪党”から注文殺到!ヤンキー服専門店を調査」                    | 池田美優 小峠英二（バイきんぐ） 渚 岩橋健一郎                                                                               |                                           |
| 第185回 | 6月30日  | 「新人ドラァグクイーン初の大舞台に密着!」                              | 田中樹（SixTONES） ゆうちゃみ 吉村崇（平成ノブシコブシ） ベル 椋美super（ひげガール）                                       |                                           |
| 第186回 | 7月7日   | 「完結編!ドラァグクイーン祭典「オビュランス」」                        | 田中樹（SixTONES） ベル ゆうちゃみ 吉村崇（平成ノブシコブシ）                                                               |                                           |
| 第187回 | 7月14日  | 「殺到!新作マジック即売会「マジックマーケット」」                      | 池田美優 小峠英二（バイきんぐ） はな（ぷぅ）                                                                                |                                           |
| 第188回 | 7月21日  | 「激レア&高額動物が約1万匹!レプスタイルズワールド」                    | 秋元真夏 三四郎 高木ひとみ（ぽんぽこ） ちゃんねる鰐                                                                         |                                           |
| 第189回 | 8月4日   | 「「トル・フィリピン」と呼ばれる街!大田区蒲田」                        | 秋元真夏 三四郎 牧野ステテコ                                                                                                |                                           |
| 第190回 | 8月11日  | 「世界が熱狂!アームレスリングに人生を懸ける漢達」                      | 安藤なつ（メイプル超合金） タイムマシーン3号 藤田ニコル                                                                     | アシスタントは宇内梨紗（TBSアナウンサー） |
| 第191回 | 8月18日  | 「第2の青春!シニア世代の恋活を大調査」                                 | あぁ〜しらき タイムマシーン3号 藤田ニコル                                                                                   |                                           |
| 第192回 | 8月25日  | 「話題!BLカフェ×ドラァグ体験×ドールマスク」                            | ベル（ひげガール） 稲荷兄弟                                                                                                 |                                           |
| 第193回 | 9月1日   | 「改造四駆で急斜面を爆走!超スリリングなカーレース」                    | 池田美優 カミナリ 牧野ステテコ                                                                                              |                                           |
| 第194回 | 9月8日   | 「当たれば数十億円!発明オーディションに潜入」                          | 小田結希（オダウエダ） ハシヤスメ・アツコ メイプル超合金                                                                    | アシスタントは宇内梨紗（TBSアナウンサー） |
| 第195回 | 9月15日  | 「BTSにShow Man!?進化する推し活サービス」                              | 池田美優 カミナリ 高木ひとみ○（ぽんぽこ）                                                                                   |                                           |
| 第196回 | 9月22日  | 「今、若い世代を中心に注目される「スペパ物件」を調査」                 | トラックスミス（アベコベ三脈） ハシヤスメ・アツコ メイプル超合金                                                            | アシスタントは宇内梨紗（TBSアナウンサー） |
| 第197回 | 9月29日  | 「入れたことを後悔!?タトゥーを渡したい人たちを調査」                   | インポッシブル キャンディ・H・ミルキィ 藤田ニコル                                                                           |                                           |
| 第198回 | 10月13日 | 「依頼殺倒!2カ月待ちビデオダビング会社」                               | 高木ひとみ○（ぽんぽこ） ゆうちゃみ 吉村崇（平成ノブシコブシ） 町田星児（ヘッドライト）                                      |                                           |
| 第199回 | 10月20日 | 「ハマる人続出中!!古来の武器"こんな棒”の魅力を調査」                   | インポッシブル 藤田ニコル 椋美super（ひげガール）                                                                           |                                           |
| 第200回 | 10月27日 | 「インド人3000人が生活!西葛西のリトルインディア」                      | 牧野ステテコ ゆうちゃみ 吉村崇（平成ノブシコブシ）                                                                          |                                           |
| 第201回 | 11月3日  | 「ファン急増!サウナ熱波師「アウフグースマスター」」                    | アインシュタイン あんり（ぼる塾） 関谷友美（ハナイチゴ）                                                                    |                                           |
| 第202回 | 11月10日 | 「世界にだった1台だけ!「自作パソコン」にハマる人々」                   | 小木博明（おぎやはぎ） 藤本美貴 高木ひとみ◯（ぽんぽこ）                                                                     |                                           |
| 第203回 | 11月17日 | 「全国から100台集結!極小「原付ミニカー」とは?」                        | アインシュタイン あんり（ぼる塾） ナ酒渚                                                                                    |                                           |
| 第204回 | 11月24日 | 「究極の一杯!自作ラーメンに人生をかける男たち」                        | 小木博明（おぎやはぎ） 藤本美貴 熊元プロレス（紅しょうが）                                                                  |                                           |
| 第205回 | 12月1日  | 「スペシャリスト大集合!ゲストの皆さんに大感謝SP」                      | |                                           |
| 第206回 | 12月8日  | 「540人が集結!日本最大級の℃”美ボディ“決定戦!」                         | 赤阪侑子（アルミカン） 池田美優 いしはらみかん（タンドリーランドリー） とにかく明るい安村 牧野ステテコ マッスルオペラちゃん |                                           |
| 第207回 | 12月15日 | 「全国の尻自慢が大集合!尻相撲No.1決定戦に密着」                        | 小峠英二（バイきんぐ） 松村沙友理 ユルユル ベル 椋美（superひげガール）                                                     |                                           |
| 第208回 | 12月22日 | 「殺到「三大マーケット」SP」                                           | 岡田結実 鬼越トマホーク 佐久間大介（Show man） 高木ひとみ◯（ぽんぽこ）                                                      |                                           |

#### 2025年
| 回数    | 放送日  | テーマ                                                | スタジオゲスト                                                                              | 備考 |
| ------- | ------- | ----------------------------------------------------- | ------------------------------------------------------------------------------------------- | ---- |
| 第209回 | 1月12日 | 「総再生数150億回超!”昭和風"動画…制作ウラ側」         | 池田美優 高木ひとみ◯（ぽんぽこ） とにかく明るい安村                                         |      |
| 第210回 | 1月19日 | 「秋葉原&新宿に乱立!「東京ケバブ戦争」を調査」        | 熊元プロレス（紅しょうが） 小峠英二（バイきんぐ） 松村沙友理                                |      |
| 第211回 | 1月26日 | 「タイの若者殺到!眠らない街「湯島リトルタイランド」」 | ナ酒渚 藤田ニコル 吉村崇（平成ノブシコブシ）                                                |      |
| 第212回 | 2月2日  | 「「レゴ®ブロック」の難解装置「GBC」とは?」           | 藤田ニコル 吉村崇（平成ノブシコブシ） 高木ひとみ◯（ぽんぽこ）                               |      |
| 第213回 | 2月9日  | 「おじさんたちの救世主!“イケオジ塾”とは…?」           | 秋元真夏 薄幸（納言） タイムマシーン3号                                                     |      |
| 第214回 | 2月16日 | 「エルフ荒川が行く!ちょっと怪しい!?美容ツアー」       | 秋元真夏 荒川（エルフ） タイムマシーン3号                                                   |      |
| 第215回 | 2月23日 | 「ファン熱狂!お金の飛び交うオトナの推し活SP」         |                                                                                             |      |
| 第216回 | 3月2日  | 「極寒”氷風呂“で覚醒!?アイスバスとは?」               | あんり（ぼる塾） 植田紫帆（オダウエダ） トム・ブラウン                                      |      |
| 第217回 | 3月9日  | 「ミニ四駆を究極改造!“脱法マシン”とは…!?」            | あの さらば青春の光 高木ひとみ◯（ぽんぽこ）                                                 |      |
| 第218回 | 3月16日 | 「世界中の猛者が集結!”ミニ四駆“公式大会が開幕!」      | あの さらば青春の光 高木ひとみ◯（ぽんぽこ）                                                 |      |
| 第219回 | 3月23日 | 「ガチ中華・太極拳・カエル!西川口リトルチャイナ」     | あぁ〜しらき あんり（ぼる塾） いぜん トム・ブラウン Pooちゃん マッスルオペラちゃん          |      |
| 第220回 | 4月6日  | 「価格高騰中の「石」!鉱石&化石の即売会!」             | インポッシブル 薄幸（納言） 藤田ニコル                                                      |      |
| 第221回 | 4月13日 | 「世界が注目!二足歩行ロボットの格闘技「ROBO-ONE」」   | ヒコロヒー マッスルオペラちゃん 吉村崇（平成ノブシコブシ）                                  |      |
| 第222回 | 4月20日 | 「世界が注目!二足歩行ロボットの格闘技「ROBO-ONE」」   | ヒコロヒー マッスルオペラちゃん 吉村崇（平成ノブシコブシ）                                  |      |
| 第223回 | 4月27日 | 「東大vs京大!「大学スパイスカレー部」頂上決戦」       | インポッシブル 藤田ニコル 牧野ステテコ                                                      |      |
| 第224回 | 5月4日  | 「後世に残したい…全国4500館!ニッチな個人博物館」      | ナ酒渚 松村沙友理 吉村崇（平成ノブシコブシ）                                                |      |
| 第225回 | 5月11日 | 「大熱戦!学生クイズサークル日本一決定戦!」            | あんり（ぼる塾） 小木博明（おぎやはぎ） 薄幸（納言） 東問（QuizKnock） 弓木奈於（乃木坂46） |      |
| 第226回 | 5月18日 | 「ついに開幕！学生クイズサークル日本一決定戦！」      | あんり（ぼる塾） 小木博明（おぎやはぎ） 薄幸（納言） 東問（QuizKnock） 弓木奈於（乃木坂46） |      |
| 第227回 | 5月25日 | 「売上数千万円超え！“新世代”実演販売士に密着」        | 松村沙友理 吉村崇（平成ノブシコブシ）                                                       |      |
| 第228回 | 6月1日  | 「日本に6万人以上が在住！スリランカ人を徹底調査！」   | ウエストランド 谷まりあ                                                                     |      |
| 第229回 | 6月8日  | 「トランスウーマン日本一決定戦ひげガール新人参戦」    | アルコ&ピース 藤田ニコル 椋美super ベル（ひげガール）                                       |      |
| 第230回 | 6月15日 | 「完結!日本一トランスウーマン決定戦」                 | アルコ&ピース 藤田ニコル ベル（ひげガール）                                                 |      |
| 第231回 | 6月22日 | 「海外ディーブカルチャーを体験!外国人ダウンSP」       |                                                                                             |      |
| 第232回 | 6月29日 | 「大人顔負けの真剣勝負!小学生雀土に密着」             | ウエストランド 紺野ぶるま 谷まりあ                                                          |      |
| 第233回 | 7月6日  | 「中古品の山から一攫千金!?トレジャーハント!」         | あんり（ぼる塾） タイムマシーン3号 牧野ステテコ                                             |      |
| 第234回 | 7月13日 | 「食事と風呂…靴まで「キャンセル界隈」 をジロジロ」    | あんり（ぼる塾） 植田紫帆（オダウエダ） タイムマシーン3号                                   |      |

## ネット局

### 有吉ジャポンII ジロジロ有吉
- 前番組『KAT-TUNの世界一ダメな夜!』『私が女優になる日』（日曜 0:28 - 0:58（土曜深夜）に移動）に引き続き、全編ローカルセールス枠のため、TBSテレビ以外の通常時同時ネット局でも編成の都合により臨時に遅れネット（通常時遅れネット局を除く）または非ネットとする場合がある一方、通常時遅れネット局が臨時同時ネットで放送する場合がある。
- ◇…「サンデージャポン」未放送

| 放送対象地域   | 放送局                    | 系列    | 放送日時                     | 放送期間      | ネット状況 | 備考      |
| -------------- | ------------------------- | ------- | ---------------------------- | ------------- | ---------- | --------- |
| 関東広域圏     | TBSテレビ（TBS）          | TBS系列 | 日曜（土曜深夜）0:58 - 1:28  | 2020年7月4日  | 【制作局】 |           |
| 青森県         | 青森テレビ（ATV）         | TBS系列 | 日曜（土曜深夜）0:58 - 1:28  | 2020年10月3日 | 同時ネット | [ 注 3 ]  |
| 岩手県         | IBC岩手放送（IBC）        | TBS系列 | 日曜（土曜深夜）0:58 - 1:28  | 2020年7月4日  | 同時ネット |           |
| 山梨県         | テレビ山梨（UTY）         | TBS系列 | 日曜（土曜深夜）0:58 - 1:28  | 2020年7月4日  | 同時ネット |           |
| 新潟県         | 新潟放送（BSN）           | TBS系列 | 日曜（土曜深夜）0:58 - 1:28  | 2020年7月4日  | 同時ネット |           |
| 長野県         | 信越放送（SBC）           | TBS系列 | 日曜（土曜深夜）0:58 - 1:28  | 2020年7月4日  | 同時ネット |           |
| 静岡県         | 静岡放送（SBS）           | TBS系列 | 日曜（土曜深夜）0:58 - 1:28  | 2020年7月4日  | 同時ネット |           |
| 鳥取県・島根県 | 山陰放送（BSS）           | TBS系列 | 日曜（土曜深夜）0:58 - 1:28  | 2020年7月4日  | 同時ネット |           |
| 岡山県・香川県 | RSK山陽放送（RSK）        | TBS系列 | 日曜（土曜深夜）0:58 - 1:28  | 2020年7月17日 | 同時ネット | [ 注 4 ]  |
| 愛媛県         | あいテレビ（itv）         | TBS系列 | 日曜（土曜深夜）0:58 - 1:28  | 2020年7月4日  | 同時ネット |           |
| 高知県         | テレビ高知（KUTV）        | TBS系列 | 日曜（土曜深夜）0:58 - 1:28  | 2020年10月6日 | 同時ネット | [ 注 5 ]  |
| 福岡県         | RKB毎日放送（RKB）        | TBS系列 | 日曜（土曜深夜）0:58 - 1:28  | 2020年7月4日  | 同時ネット | [ 注 6 ]  |
| 宮城県         | 東北放送（tbc）           | TBS系列 | 日曜（土曜深夜）0:43 - 1:13  | 2020年7月25日 | 遅れネット | [ 注 7 ]  |
| 中京広域圏     | CBCテレビ（CBC）          | TBS系列 | 土曜（金曜深夜）0:48 - 1:18  | 2020年7月4日  | 遅れネット | [ 注 8 ]  |
| 富山県         | チューリップテレビ（TUT） | TBS系列 | 火曜（月曜深夜）0:56 - 1:26  | 2020年7月4日  | 遅れネット | [ 注 9 ]  |
| 石川県         | 北陸放送（MRO）           | TBS系列 | 金曜（木曜深夜）1:00 - 1:30  | 2020年7月10日 | 遅れネット | [ 注 10 ] |
| 近畿広域圏     | 毎日放送（MBS）           | TBS系列 | 火曜 23:56 - 翌0:26          | 2020年7月15日 | 遅れネット | [ 注 11 ] |
| 広島県         | 中国放送（RCC）           | TBS系列 | 日曜（土曜深夜）0:43 - 1:13  | 2020年7月11日 | 遅れネット | [ 注 12 ] |
| 山口県         | テレビ山口（tys）         | TBS系列 | 土曜（金曜深夜）0:43 - 1:15  | 2020年7月4日  | 遅れネット | [ 注 13 ] |
| 熊本県         | 熊本放送（RKK）           | TBS系列 | 土曜（金曜深夜）0:48 - 1:23  | 2020年7月4日  | 遅れネット | [ 注 14 ] |
| 大分県         | 大分放送（OBS）◇          | TBS系列 | 木曜（水曜深夜）0:55 - 1:25  | 2020年7月16日 | 遅れネット | [ 注 15 ] |
| 宮崎県         | 宮崎放送（mrt）◇          | TBS系列 | 日曜（土曜深夜）0:28 - 0:58  | 2020年7月23日 | 遅れネット | [ 注 16 ] |
| 沖縄県         | 琉球放送（RBC）◇          | TBS系列 | 火曜（月曜深夜） 0:59 - 1:29 | 2025年4月8日  | 遅れネット | [ 注 17 ] |

#### 過去のネット局
- 北海道放送（HBC） - 同時ネットで放送していたが、2025年3月23日（3月22日深夜）をもって打ち切り[注 18][4] 。
- テレビユー山形（TUY）、テレビユー福島（TUF）、長崎放送（NBC） - 2020年7月から同時ネットで放送していたが、2023年4月の放送時間変更に伴い打ち切り。

### レギュラー版・土曜未明〈金曜深夜〉時代
- ◇…「サンデージャポン」未放送

| 放送対象地域   | 放送局                    | 系列    | 放送日時                     | 放送期間                       | ネット状況 |
| -------------- | ------------------------- | ------- | ---------------------------- | ------------------------------ | ---------- |
| 関東広域圏     | TBSテレビ（TBS）          | TBS系列 | 土曜 0:20 - 0:50（金曜深夜） | 2013年1月12日 - 2020年3月28日  | 制作局     |
| 岩手県         | IBC岩手放送（IBC）        | TBS系列 | 土曜 0:20 - 0:50（金曜深夜） | 2013年1月12日 - 2020年3月28日  | 同時ネット |
| 山形県         | テレビユー山形（TUY）     | TBS系列 | 土曜 0:20 - 0:50（金曜深夜） | 2013年1月12日 - 2020年3月28日  | 同時ネット |
| 新潟県         | 新潟放送（BSN）           | TBS系列 | 土曜 0:20 - 0:50（金曜深夜） | 2013年1月12日 - 2020年3月28日  | 同時ネット |
| 長野県         | 信越放送（SBC）           | TBS系列 | 土曜 0:20 - 0:50（金曜深夜） | 2013年1月12日 - 2020年3月28日  | 同時ネット |
| 静岡県         | 静岡放送（SBS）           | TBS系列 | 土曜 0:20 - 0:50（金曜深夜） | 2013年1月12日 - 2020年3月28日  | 同時ネット |
| 中京広域圏     | CBCテレビ（CBC）          | TBS系列 | 土曜 0:20 - 0:50（金曜深夜） | 2013年1月12日 - 2020年3月28日  | 同時ネット |
| 愛媛県         | あいテレビ（itv）         | TBS系列 | 土曜 0:20 - 0:50（金曜深夜） | 2013年1月15日 - 2020年3月28日  | 同時ネット |
| 熊本県         | 熊本放送（RKK）◇          | TBS系列 | 土曜 0:20 - 0:50（金曜深夜） | 2013年1月15日 - 2020年3月28日  | 同時ネット |
| 福岡県         | RKB毎日放送（RKB）        | TBS系列 | 土曜 0:20 - 0:50（金曜深夜） | 2013年1月22日 - 2020年3月28日  | 同時ネット |
| 長崎県         | 長崎放送（NBC）◇          | TBS系列 | 土曜 0:20 - 0:50（金曜深夜） | 2013年1月22日 - 2020年3月28日  | 同時ネット |
| 福島県         | テレビユー福島 （TUF）    | TBS系列 | 土曜 0:20 - 0:50（金曜深夜） | 2013年1月31日 - 2020年3月28日  | 同時ネット |
| 富山県         | チューリップテレビ（TUT） | TBS系列 | 土曜 0:20 - 0:50（金曜深夜） | 2013年1月31日 - 2020年3月28日  | 同時ネット |
| 山口県         | テレビ山口（tys）         | TBS系列 | 土曜 0:20 - 0:50（金曜深夜） | 2013年2月27日 - 2020年3月28日  | 同時ネット |
| 鳥取県・島根県 | 山陰放送（BSS）           | TBS系列 | 土曜 0:20 - 0:50（金曜深夜） | 2013年4月27日 - 2020年3月28日  | 同時ネット |
| 北海道         | 北海道放送（HBC）         | TBS系列 | 月曜 0:55 - 1:25（日曜深夜） | 2013年1月12日 - 2020年4月6日   | 遅れネット |
| 広島県         | 中国放送（RCC）           | TBS系列 | 土曜 0:15 - 0:45             | 2013年1月15日 - 2020年5月2日   | 遅れネット |
| 石川県         | 北陸放送（MRO）           | TBS系列 | 金曜 1:25 - 1:55（木曜深夜） | 2013年1月15日 - 2020年4月3日   | 遅れネット |
| 岡山県・香川県 | RSK山陽放送（RSK）        | TBS系列 | 金曜 0:55 - 1:25（木曜深夜） | 2013年1月22日 - 2020年4月10日  | 遅れネット |
| 鹿児島県       | 南日本放送（MBC）◇        | TBS系列 | 木曜 1:05 - 1:35（水曜深夜） | 2013年2月13日 - 2020年3月19日  | 遅れネット |
| 宮城県         | 東北放送（tbc）           | TBS系列 | 土曜 0:50 - 1:20（金曜深夜） | 2013年2月18日 - 2020年4月11日  | 遅れネット |
| 近畿広域圏     | 毎日放送（MBS）           | TBS系列 | 土曜 1:20 - 1:50（金曜深夜） | 2013年4月7日 - 2019年6月29日   | 遅れネット |
| 山梨県         | テレビ山梨（UTY）         | TBS系列 | 日曜 2:08 - 2:38（土曜深夜） | 2013年4月22日 - 2020年3月29日  | 遅れネット |
| 青森県         | 青森テレビ（ATV）◇        | TBS系列 | 火曜 23:58 - 翌0:28          | 2013年11月12日 - 2014年9月30日 | 遅れネット |
| 高知県         | テレビ高知（KUTV）        | TBS系列 | 木曜 16:20 - 16:50           | 2014年4月2日 - 2020年6月25日   | 遅れネット |
| 宮崎県         | 宮崎放送（mrt）◇          | TBS系列 | 木曜 1:00 - 1:30（水曜深夜） | 2014年10月9日 - 2020年4月9日   | 遅れネット |
| 大分県         | 大分放送（OBS）◇          | TBS系列 | 木曜 0:55 - 1:25（水曜深夜） | 2015年4月18日 - 2020年4月9日   | 遅れネット |

### レギュラー版 火曜深夜時代
| 放送対象地域   | 放送局                | 系列    | 放送日時                     | 放送期間                 | ネット状況 |
| -------------- | --------------------- | ------- | ---------------------------- | ------------------------ | ---------- |
| 関東広域圏     | TBSテレビ（TBS）      | TBS系列 | 火曜 23:50 - 翌0:20          | 2012年10月9日 - 12月18日 | 制作局     |
| 北海道         | 北海道放送（HBC）     | TBS系列 | 火曜 23:50 - 翌0:20          | 2012年10月9日 - 12月18日 | 同時ネット |
| 山形県         | テレビユー山形（TUY） | TBS系列 | 火曜 23:50 - 翌0:20          | 2012年10月9日 - 12月18日 | 同時ネット |
| 福島県         | テレビユー福島（TUF） | TBS系列 | 火曜 23:50 - 翌0:20          | 2012年10月9日 - 12月18日 | 同時ネット |
| 新潟県         | 新潟放送（BSN）       | TBS系列 | 火曜 23:50 - 翌0:20          | 2012年10月9日 - 12月18日 | 同時ネット |
| 静岡県         | 静岡放送（SBS）       | TBS系列 | 火曜 23:50 - 翌0:20          | 2012年10月9日 - 12月18日 | 同時ネット |
| 石川県         | 北陸放送（MRO）       | TBS系列 | 火曜 23:50 - 翌0:20          | 2012年10月9日 - 12月18日 | 同時ネット |
| 中京広域圏     | 中部日本放送（CBC）   | TBS系列 | 火曜 23:50 - 翌0:20          | 2012年10月9日 - 12月18日 | 同時ネット |
| 岡山県・香川県 | 山陽放送（RSK）       | TBS系列 | 火曜 23:50 - 翌0:20          | 2012年10月9日 - 12月18日 | 同時ネット |
| 広島県         | 中国放送（RCC）       | TBS系列 | 火曜 23:50 - 翌0:20          | 2012年10月9日 - 12月18日 | 同時ネット |
| 愛媛県         | あいテレビ（itv）     | TBS系列 | 火曜 23:50 - 翌0:20          | 2012年10月9日 - 12月18日 | 同時ネット |
| 福岡県         | RKB毎日放送（RKB）    | TBS系列 | 火曜 23:50 - 翌0:20          | 2012年10月9日 - 12月18日 | 同時ネット |
| 長崎県         | 長崎放送（NBC）       | TBS系列 | 火曜 23:50 - 翌0:20          | 2012年10月9日 - 12月18日 | 同時ネット |
| 熊本県         | 熊本放送（RKK）       | TBS系列 | 火曜 23:50 - 翌0:20          | 2012年10月9日 - 12月18日 | 同時ネット |
| 長野県         | 信越放送（SBC）       | TBS系列 | 火曜 23:50 - 翌0:20          | 2012年12月4日 - 18日     | 同時ネット |
| 宮城県         | 東北放送（TBC）       | TBS系列 | 月曜 23:50 - 翌0:20          | 2013年1月14日 - 2月11日  | 遅れネット |
| 大分県         | 大分放送（OBS）       | TBS系列 | 木曜 0:58 - 1:28（水曜深夜） | 2013年4月25日 - 5月9日   | 遅れネット |

### パイロット版
| 放送対象地域 | 放送局                    | 系列    | 放送日時                     | 遅れ日数   |
| ------------ | ------------------------- | ------- | ---------------------------- | ---------- |
| 関東広域圏   | TBSテレビ（TBS）          | TBS系列 | 2012年7月14日 0:20 - 1:20    | 制作局     |
| 北海道       | 北海道放送 （HBC）        | TBS系列 | 2012年7月14日 0:20 - 1:20    | 同時ネット |
| 静岡県       | 静岡放送 （SBS）          | TBS系列 | 2012年7月14日 0:20 - 1:20    | 同時ネット |
| 石川県       | 北陸放送 （MRO）          | TBS系列 | 2012年7月14日 0:20 - 1:20    | 同時ネット |
| 中京広域圏   | 中部日本放送 （CBC）      | TBS系列 | 2012年7月14日 0:20 - 1:20    | 同時ネット |
| 福島県       | テレビユー福島 （TUF）    | TBS系列 | 2012年7月27日 0:20 - 1:20    | 14日遅れ   |
| 富山県       | チューリップテレビ（TUT） | TBS系列 | 2012年8月4日 0:15 - 1:15     | 22日遅れ   |
| 宮城県       | 東北放送（TBC）           | TBS系列 | 2012年8月16日 0:56 - 1:56    | 34日遅れ   |
| 山口県       | テレビ山口（tys）         | TBS系列 | 2012年8月24日 23:50 - 翌0:50 | 41日遅れ   |
| 新潟県       | 新潟放送（BSN）           | TBS系列 | 2012年8月28日 0:20 - 1:20    | 46日遅れ   |
| 鹿児島県     | 南日本放送（MBC）         | TBS系列 | 2012年9月6日 0:40 - 1:40     | 55日遅れ   |
| 福岡県       | RKB毎日放送（RKB）        | TBS系列 | 2012年9月15日 1:45 - 2:45    | 64日遅れ   |
| 広島県       | 中国放送（RCC）           | TBS系列 | 2012年9月29日 0:40 - 1:40    | 78日遅れ   |
| 愛媛県       | あいテレビ（itv）         | TBS系列 | 2012年10月2日 23:50 - 翌0:50 | 81日遅れ   |
| 長野県       | 信越放送（SBC）           | TBS系列 | 2012年12月30日 0:58 - 1:58   | 170日遅れ  |

## スタッフ（2025年2月1日以降）
- テーマ曲：Creepy Nuts
- 構成：石塚祐介、堀由史、猿橋英之、大谷裕一、ビル坂恵／桜井慎一
- ナレーター：浦和めぐみ
- TM：亀山壮一郎
- TD：水崎雄太（以前はカメラ）
- カメラ：徳武正裕、山口航【週替り】
- VE：對間敏文（一時離脱→復帰）
- 音声：山羽稔、井上奈央子【週替り】
- 照明：加藤由美子
- 音響効果：上島光央
- MA：渡邊剛盛
- 編集：加川貴大・志村勇介（UNBIT.）
- 美術プロデューサー：齋(斎)藤幸雄（レギュラー版から）
- 美術デザイナー：松永陽登（レギュラー版から）
- 美術ディレクター：海上泰隆（レギュラー版から）
- 操作：津久居佑太
- 装置：谷村雅俊（レギュラー版から）
- 装飾：東山浩美
- 電飾：土井原竜樹（レギュラー版から）
- ヘアメイク：アートメイク・トキ（レギュラー版から）
- 美術技術協力：TBS ACT
- 編成：佐藤礼子
- TK：鈴木裕恵
- 編集協力：エスユー、東京オフラインセンター、メディア・リース、赤坂デジタルセンター（赤坂→レギュラー版から）
- リサーチ：パンドラ、リベラス、フォーミュレーション
- 宣伝：山岸信良
- デスク：茂木佐耶香
- 協力：太田プロダクション
- AD：末吉祐紀恵、奥富里歩、藤木皓平【毎週】、前田優香、藤永夏輝、眞鍋遊、木村瑠那、樋口明日香、浅川久、武内大空、西村英義、柳川悠【週替り】（及川→一時離脱→復帰、前田・藤永→共に以前は毎週）
- アシスタントプロデューサー：髙橋直美、大平千晶
- キャスティングプロデューサー：土井美紗
- プロデューサー：高橋一晃、細矢将司、川西全、本村千穂美、森久祐弥（細矢→以前は総合演出、川西・森久以外全員→以前は担当プロデューサー、川西〜森久以外全員→以前は協力プロデューサー、森久→以前はアシスタントプロデューサー、川西→2024年10月 - ）
- ディレクター：渡辺健吾【毎週】、高木裕太、蔡理皓、福岡蓮太、中村和哉、海老根達朗、上田健太、堀田拡和、小澤雄一、田場亮耶、小﨑市太郎、今村拓実、井上寛規、細川雄大、菊地和人、森島樹、西岡奈美、永島糧【週替り】（渡辺→以前は演出兼務、堀田→以前はAD）
- 演出/ディレクター：島崎栄生、杉田心平【週替り】
- 演出：柳瀬寿明（2022年4月1日 - ）、相澤雄、松﨑秀峰（PuniPika）、大塚朋之（デージカンパニー）、曳地伊智朗、戸田悠貴（BERMUDA）、鶴巻昌宏（2022年7月1日 - ）、中野栞里（2023年6月17日 - ）、北条(條)学（2023年7月15日 - ）、村松敬祐（2024年1月7日 - ）、内田雅行（2024年2月11日 - ）、宮川剛史（2024年3月3日 - ）（相澤・松﨑・戸田→以前はディレクター、柳瀬・大塚→以前は演出/ディレクター→ディレクター、曳地→以前は演出/ディレクター→毎週ディレクター→一時離脱）【週替り】
- 総合演出：石野将（2022年4月1日 - 、2021年4月 - 2022年3月まで演出）
- 制作プロデューサー：川平秀二（デージカンパニー、2021年4月 - ）
- チーフプロデューサー：秋山健太（以前はディレクター→一時離脱→復帰→プロデューサー）
- 制作：TBSテレビ情報制作局情報3部
- 製作著作：TBS

### 過去のスタッフ
- 構成：山川俊司、木南広明、利光宏治、清松勝彦、丹羽周、小林のん、アリエシュンスケ、飯塚大悟、清水雄平
- ナレーター：広中雅志
- TM：金澤健一、山下直、丹野至之、榎芳栄、荒木健一、山田健吾、鈴木昭平
- TD：南賢治、柳田智明
- カメラ：宮下政人、高橋昴太郎
- VE：田上隆行、二階堂隼、後藤静香、荒井秀訓、森竜二、青木智奈美、深沢愛梨、佐藤希美、則竹香
- 音声：田村真紀
- 照明：野村修司、半田圭
- 音響効果：藤代広太
- MA：轉石裕治（オムニバスジャパン）
- 編集：高橋勇志・大橋一明・本田修士・栗原康幸・斎田秀幸・早坂裕・波江野剛・砂川聡・遠藤顕史・小川朋美（オムニバス・ジャパン）
- 技術協力：東通、スウィッシュ・ジャパン
- 美術プロデューサー：アズマリツ、中原茂樹、菅原崇
- 美術デザイナー：三須明子、桝本瑠璃（桝本→レギュラー版から、以前は美術デザイナー→美術P・デザイナー）
- 美術制作：大木章子、与田滋
- 美術ディレクター：三枝善治郎（以前は美術制作、レギュラー版から）
- 装置：藤満達郎、武井恵美
- 装飾：篠原直樹
- 電飾：荒谷奏子
- 化粧：後藤満紀子
- ヘアメイク：大岩乃里子
- VTR：塚田郁夫
- CG：大森清一郎（レギュラー版から）
- 編集協力：BRAlSE（レギュラー版から）
- リサーチ：ライターズ・オフィス（レギュラー版から）
- 編成：坂田栄治、高山暢比古、辻有一、矢野大亮、青木伸介、寺田裕樹、川島優子、吉田健一、川口佳太、高橋秀光、河本恭平、小島健之、松本佳奈子
- 宣伝：奥住達也、眞鍋武
- 制作協力：UNITED PRODUCTIONS（旧フーリンラージ、レギュラー版から）
- デスク：高木亜美、西野来夢
- AD：関根可奈子、槇田眞也、柴田望美、内場杏美、田中宏徳、金情恩、本郷哲、辻彩香、片山みお、河野舞子、中川景四、原田美鈴、小林蓮作、山田文哉、斎藤友彦、鎌田葵美子、黒田佳澄、松藤瞭太、垣内ちひろ、金子大地、佐々木健至、森澤祐季、橋本一路、菊地原将太、山元瞳、工藤翔、金山大貴、山田大揮、鈴木浩司、水沼紗恵、大野遼夏、新行内隼人、林貴都、樋口賢利、市川潤、和泉慧太、狩野慎太朗、劉恒、佐藤凌也、黒田瑞歩、鈴木祐介、川嶋那奈、中野龍一郎、小森ちひろ、福田大介、八澤大地、中村健人、布施木美佳、石黒真志、澤本優華、野々山優花、及川滉太（及川→毎週）
- キャスティングプロデューサー：林田枝利奈
- 協力プロデューサー：栄次崇之（以前はプロデューサー）、金子泰拓（金子→レギュラー版から）、鈴木千春
- 担当プロデューサー：西川潤（以前は協力プロデューサー）、荻谷尚史、前田孝久、西垣佑亮【毎週】・河野安治、高橋久直、内海阿や【週替り】（荻谷〜内海→レギュラー版から、西垣→2023年8月5日 - 、前田→2024年1月7日 - 、河野～内海→2023年6月 - 、共に以前は毎週）
- アシスタントプロデューサー：鈴木秀明、辻野まなみ、安藤真子、木村真菜（木村→2018年4月 - 2019年3月）、内田眞由美、山本由雅里（内田・山本→2019年11月 - ）、澤原直樹、関谷なつみ、瀬川安恵、林夏輝、植木風佳
- ディレクター：仁茂田哲郎、田村英士、高田大介、吉倉瑞穂、斉藤俊、松坂真希、堀江將一郎、村上賢司、十文字岳、栗坪隆平、倉橋雄亮、松本健人、雨宮智史、二村啓太、前田裕功、松原孝二、古沢マサル、目黒康行、松尾竜二、白石宗之、濱口賢治、三谷三四郎、水主惟弘、北村高雄、石尾彰弘、大塚太智、渡部修平、菅野優美子（acro）・青木達生（青木→以前は演出兼務）
- 演出：持田謙二、田中真之（全員→以前はディレクター）
- プロデューサー：渡部宗一（レギュラー版から）、山本希恵（山本→以前はプロデューサー→キャスティングプロデューサー）
- チーフプロデューサー：大久保竜、久我雄三（久我→2022年11月5日 - 2023年9月、以前はプロデューサー）
- 制作協力：極東電視台（2023年6月 - ）【週替り】